# Vlotho
Vlotho is een stad en gemeente in de Duitse deelstaat Noordrijn-Westfalen, aan de Wezer, gelegen in de Kreis Herford. De gemeente telt 18.384 inwoners (31 december 2020) op een oppervlakte van 76,94 km².

## Plaatsen in de gemeente Vlotho

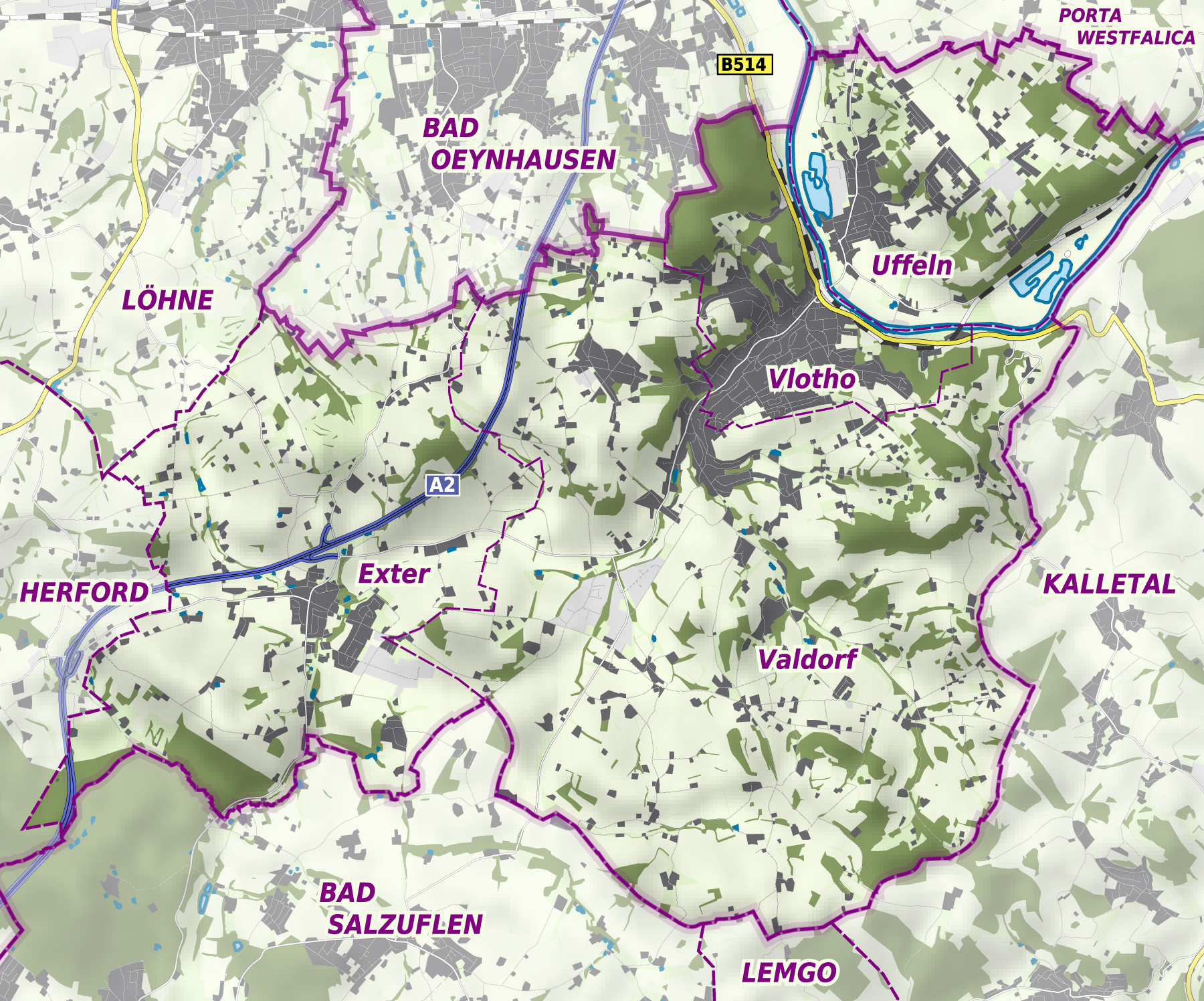
Overzichtskaart
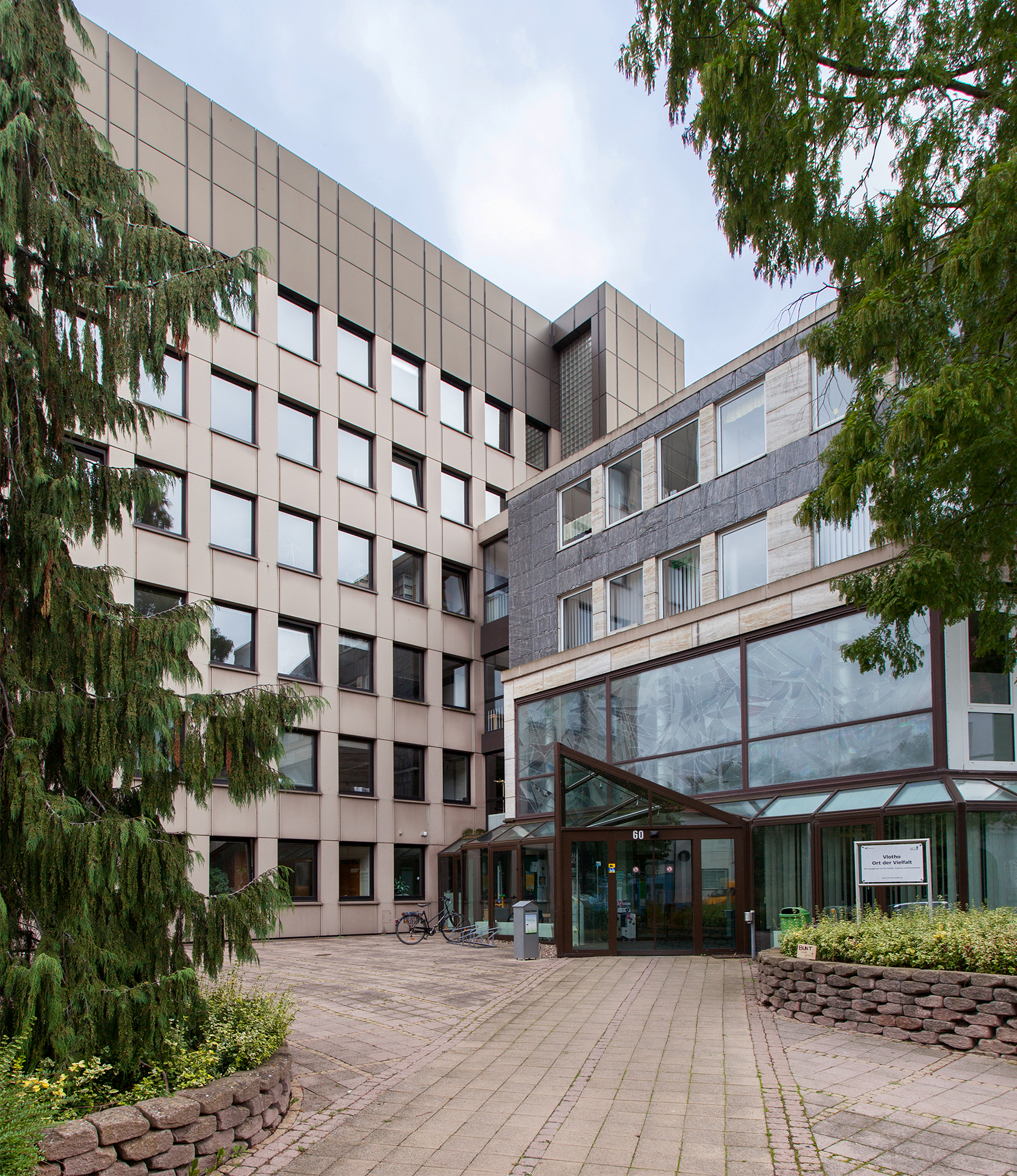
Gemeentehuis

- Exter (2.788 inwoners)
  - Tot Exter behoort het aan de andere kant van de Autobahn A2 gelegen gehucht Solterwisch.
- Uffeln (3.591 inwoners; aan de rechteroever van de Wezer)
- Valdorf (5.332 inwoners) onderverdeeld in:
  - Bonneberg, ten westen van Vlotho
  - Hollwiesen, ten zuiden van Bonneberg
  - Valdorf-West met:
    - Bad Senkelteich, een kuuroord dat ten zuidoosten van de kern van Valdorf-West ligt
    - Linnenbeeke

  - Valdorf-Ost
  - Wehrendorf, ten zuiden van Valdorf-West
- Vlotho-stad (6.920 inwoners)

Totaal aantal inwoners van de gemeente: 18.631 personen.
Bron bevolkingscijfers: Website gemeente Vlotho. Peildatum: 31 december 2018.

## Geografie, verkeer

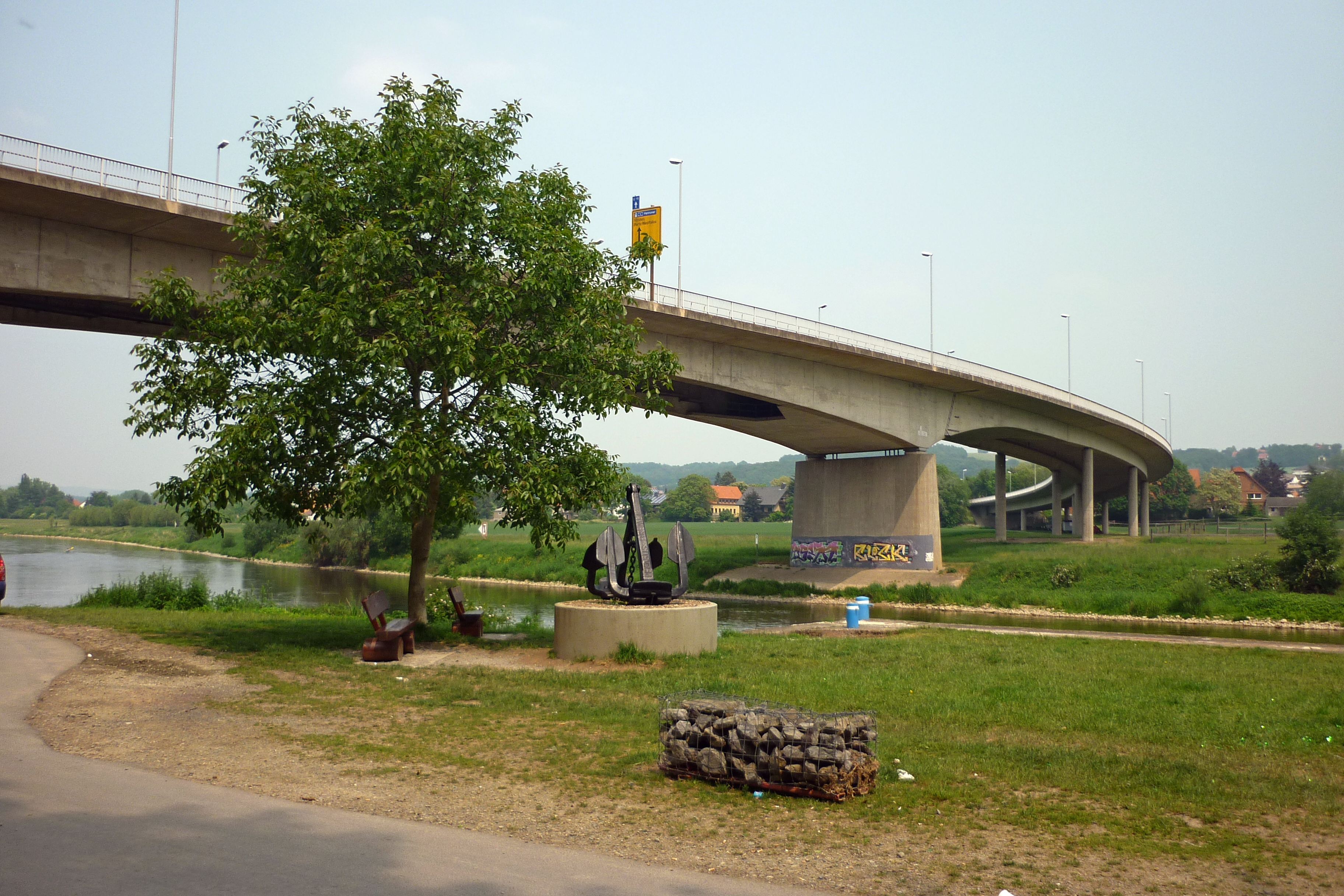
Brug over de Wezer
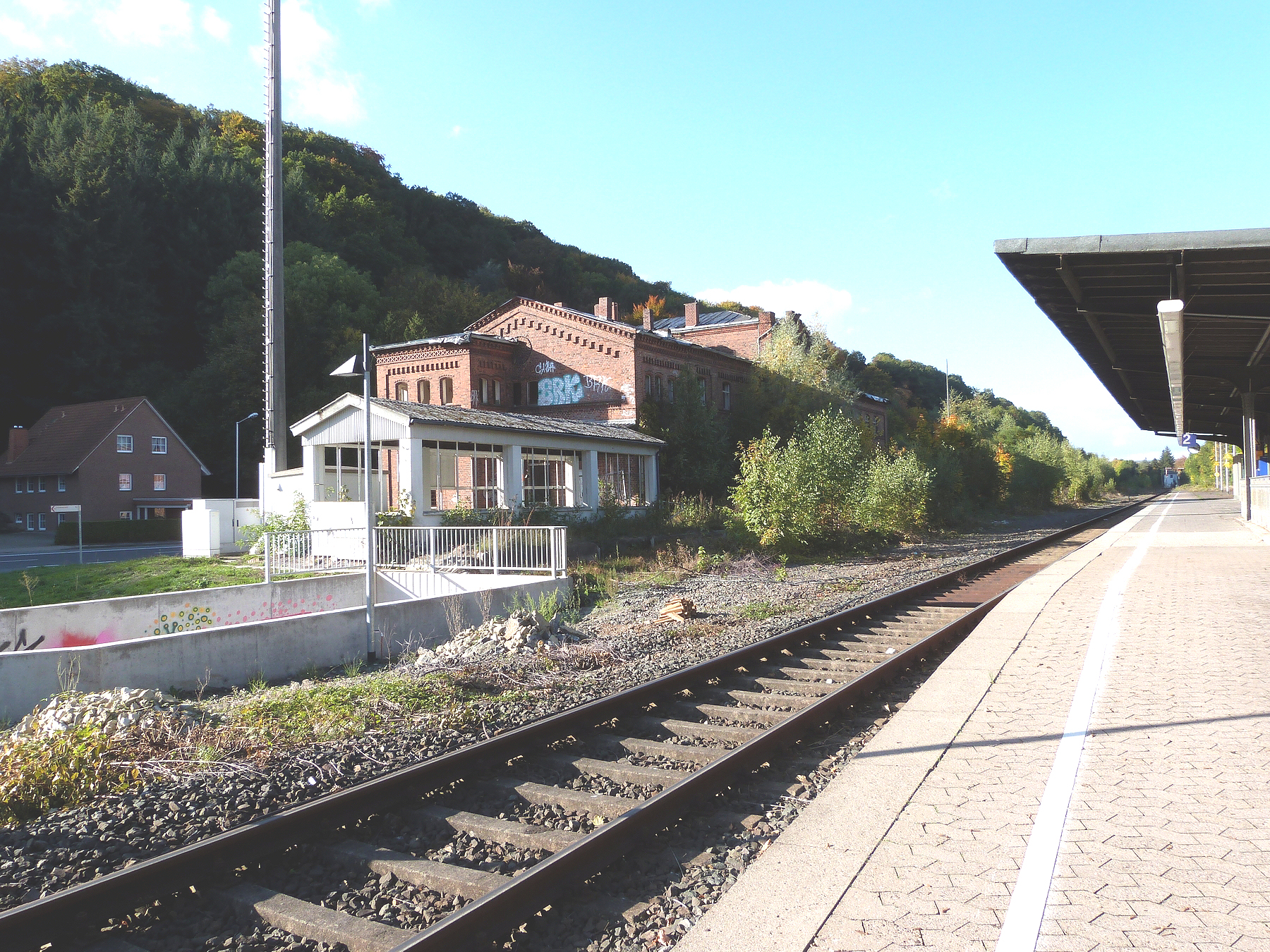
Station Vlotho
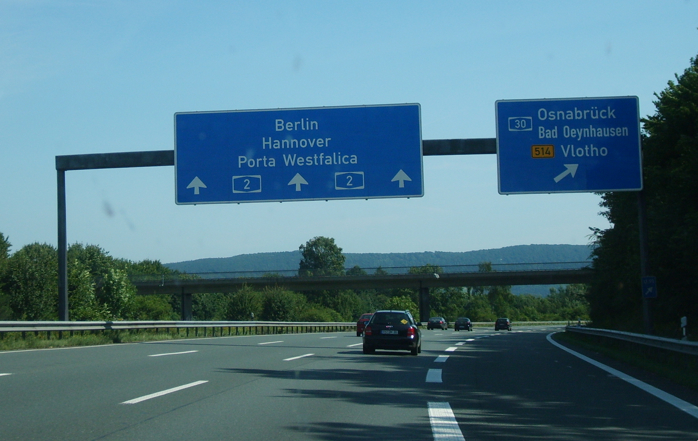
Op het Autobahnknooppunt  Bad Oeynhausen
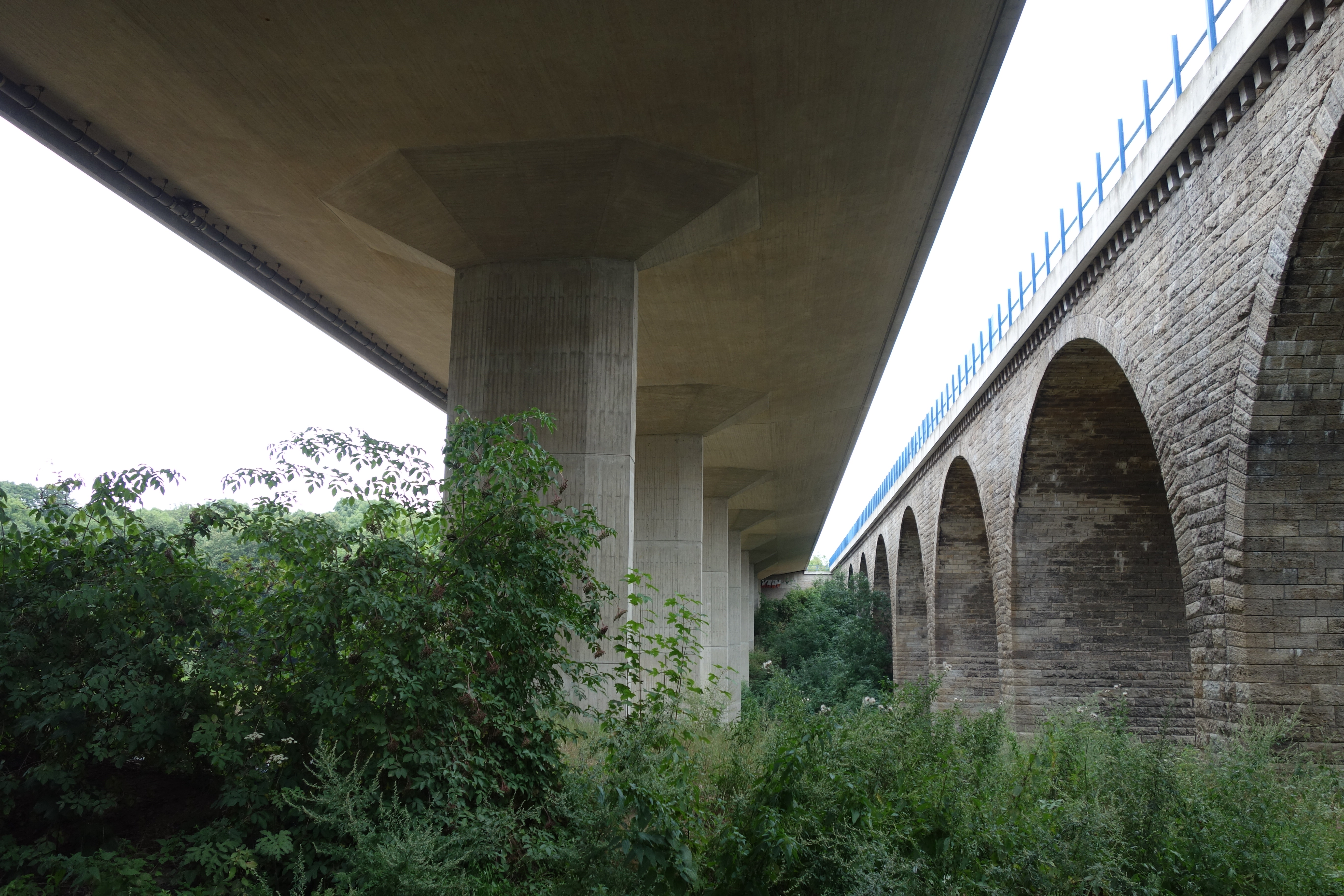
Bruggen over de vallei (Talbrücken) in de A2 bij Exter

Door de gemeente stromen de Wezer en enige zijriviertjes daarvan. Een aantal beekdalen is, vanwege de aanwezigheid van zeldzame vogels, insecten en planten, tot natuurreservaat verklaard (deze gebieden kunnen in het algemeen niet betreden worden).
Het westelijke deel van de gemeente Vlotho ligt nog op 90-150 meter boven zeeniveau in de Ravensberger Mulde. Het grootste deel van de gemeente ligt in het Wezerbergland. Enige meer dan 300 meter hoge heuvels (Bonstapel, 342 m; Saalegge, 300 m) in dat gebergte liggen in het oosten van het Vlothoër grondgebied. Door een diep dal in het gebied van de gemeente stroomt de Wezer. Het stadje Vlotho zelf ligt aan de zuidelijke, stroomafwaarts varend, linkeroever van die rivier, en is door een verkeers- en een spoorbrug verbonden met Uffeln, het enige stadsdeel op de rechteroever van de Wezer.

### Naburige gemeenten
- Herford
- Löhne (in het district Herford)
- Bad Oeynhausen
- Porta Westfalica
- Kalletal (alle drie in het district Minden-Lübbecke)
- Lemgo
- Bad Salzuflen (beide in het district Lippe).

### Wegverkeer
Door het westen van de gemeente loopt de Autobahn A2, die ten noorden van Vlotho, op het Kreuz Bad Oeynhausen de Autobahn A30 kruist.  Bijzonder is, dat zich hier een ruim 250 meter lang viaduct bevindt, dat uit twee evenwijdig aan elkaar lopende Talbrücken bestaat. Eén daarvan werd in de toenmalige Reichsautobahn in 1938/1939 gebouwd in de stijl van een klassieke boogbrug en heeft de status van bouwkundig monument. Het verkeer in noordoostelijke richting, naar Hannover rijdt over de oude brug, het verkeer in zuidwestelijke richting , naar het Ruhrgebied, over de nieuwe brug. De A30 gaat zuidwaarts, langs de linkeroever van de Wezer, over in de Bundesstraße 514 naar Vlotho. Afrit 31 van de A2 ligt bij het dorp Exter, 6 km ten west-zuidwesten van het centrum van Vlotho. 
Een binnenweg van ongeveer 9 km lengte leidt in zuidwestelijke richting naar Wüsten, een stadsdeel van Bad Salzuflen, vanwaar het ongeveer 4½ km rijden naar het centrum van die kuurstad is.

### Openbaar vervoer
Station Vlotho ligt aan de spoorlijn Elze - Löhne; ieder uur wordt het door een stoptrein op dit traject bediend.
Vanuit dit station vertrekken 4 stadsbuslijnen, waarvan die naar Exter met overdag een frequentie van 1 x per uur het vaakst rijdt.
In Exter is, op de locatie van het in 1962 gesloten station, een klein busknooppunt, waarvandaan men over kan stappen op de streekbus naar Herford.

## Economie

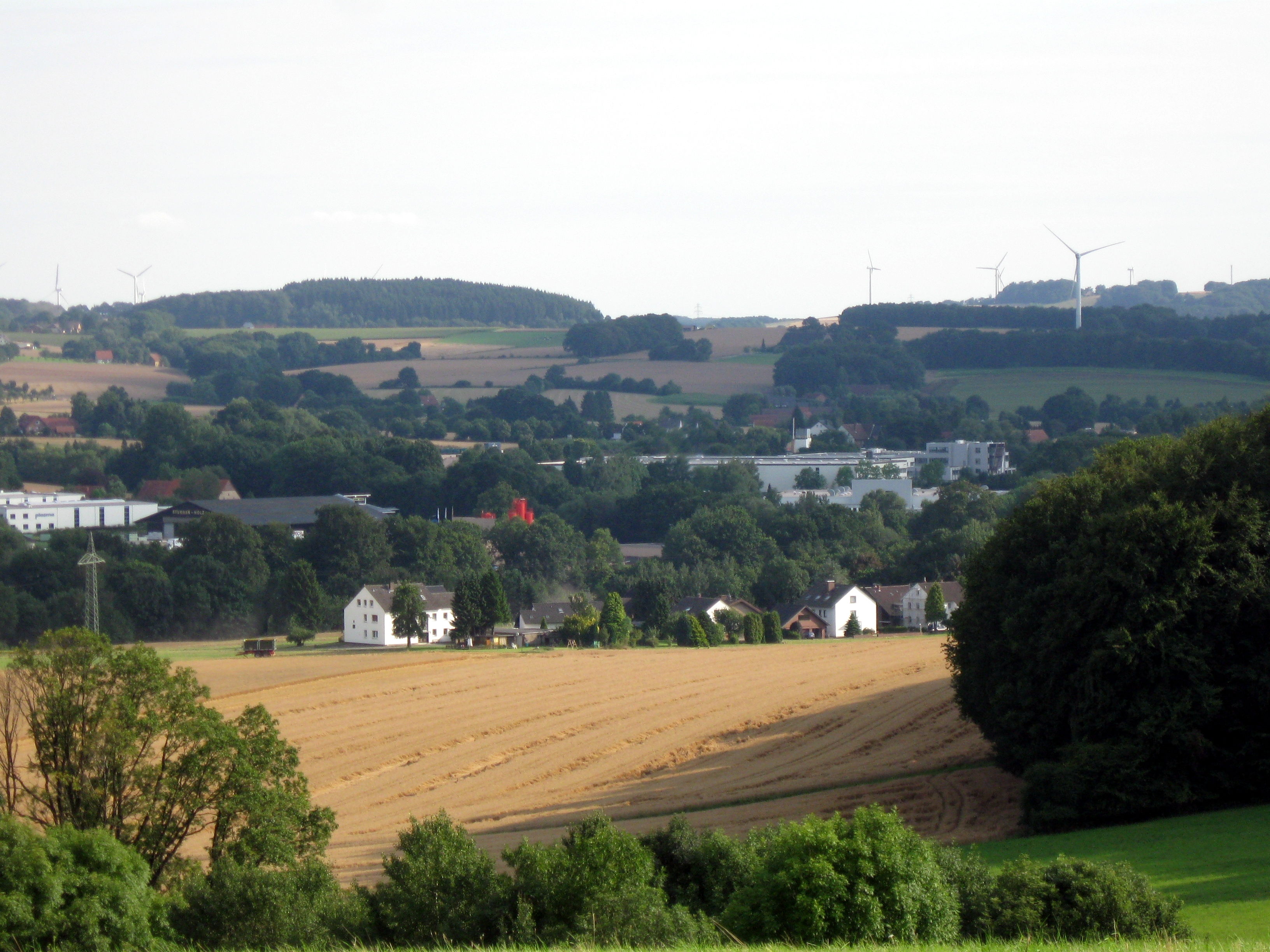
Ind.terr. Hollwiesen met de fabriek van Kannegiesser

De grootste industriële werkgever van de gemeente is de firma Kannegiesser, die machines voor wasserijen produceert. In 2017 werkten in de fabriek te Vlotho-Valdorf ruim 800 mensen. Deze fabriek staat samen met talrijke kleinere bedrijven op het grote industrieterrein van Hollwiesen bij Valdorf, dat tussen de afrit van de A2 bij Exter en de ten oosten daarvan gelegen stad Vlotho in ligt.
In het dorp Exter ligt een tamelijk groot industrieterrein, waar, naast midden- en kleinbedrijf van lokaal en regionaal belang, ook een fabriek van de Oostenrijkse firma Alpla staat. Dit concern produceert en ontwikkelt allerlei typen kunststof verpakkingen (o.a. voor desserts, doucheschuim, frisdranken) en werkt daarbij samen met o.a. Unilever.
In het westelijk gedeelte van de gemeente, waar de lössbodem vruchtbaar is, is de landbouw nog van betekenis. In het oostelijk gedeelte is, mede door de ligging tussen andere bezienswaardige plaatsen en berggebieden, het toerisme van belang.

## Geschiedenis
De geschiedenis van het spoorwegstation van de stad is uitgebreid beschreven onder: Station Vlotho. In 1903 kregen Exter (Vlotho) en Vlotho zelf een station aan een spoorlijntje Spenge - Vlotho. Dit lijntje werd in 1962 als onrendabel opgeheven.

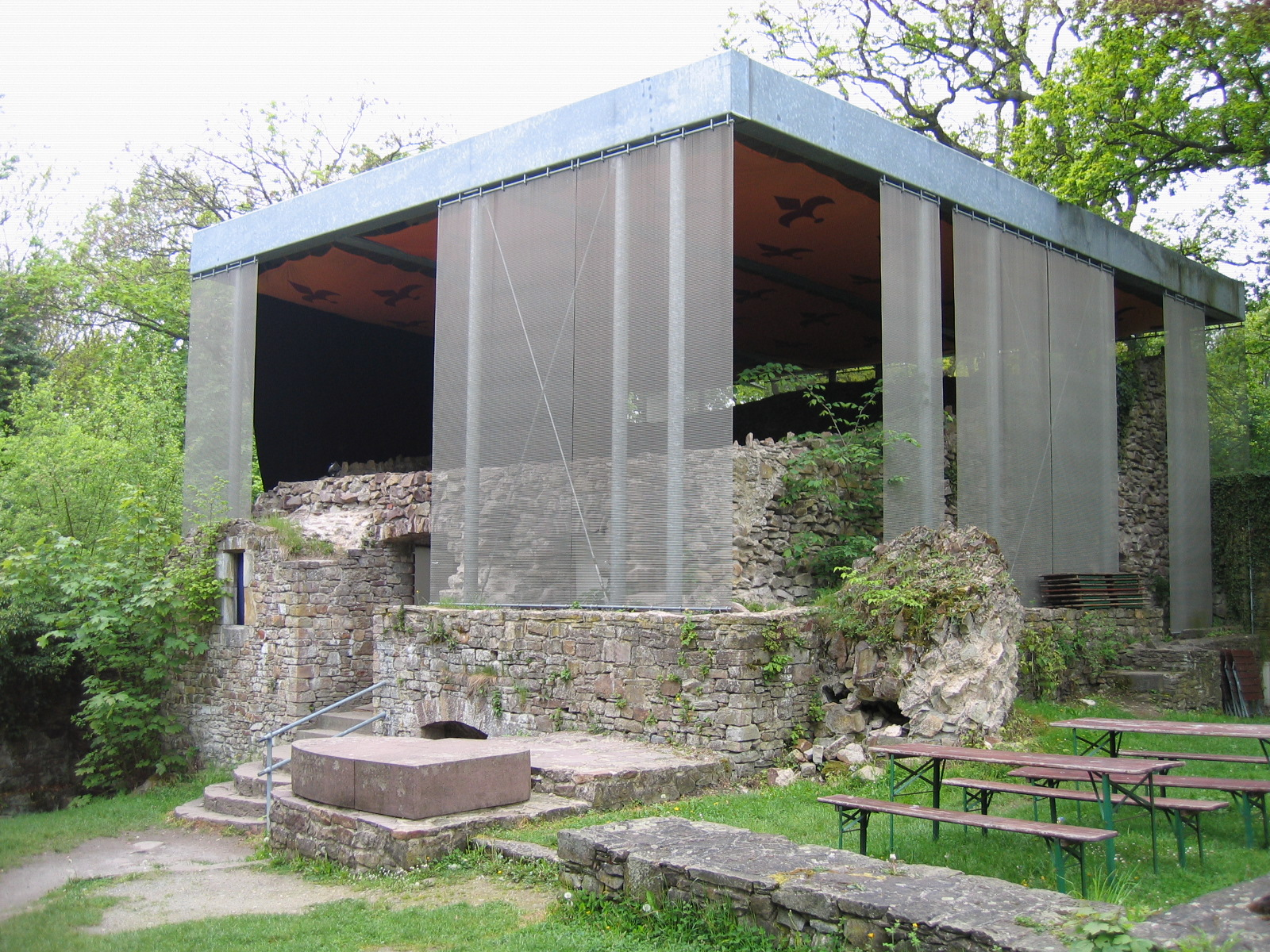
Ruïne Burg Vlotho (1)
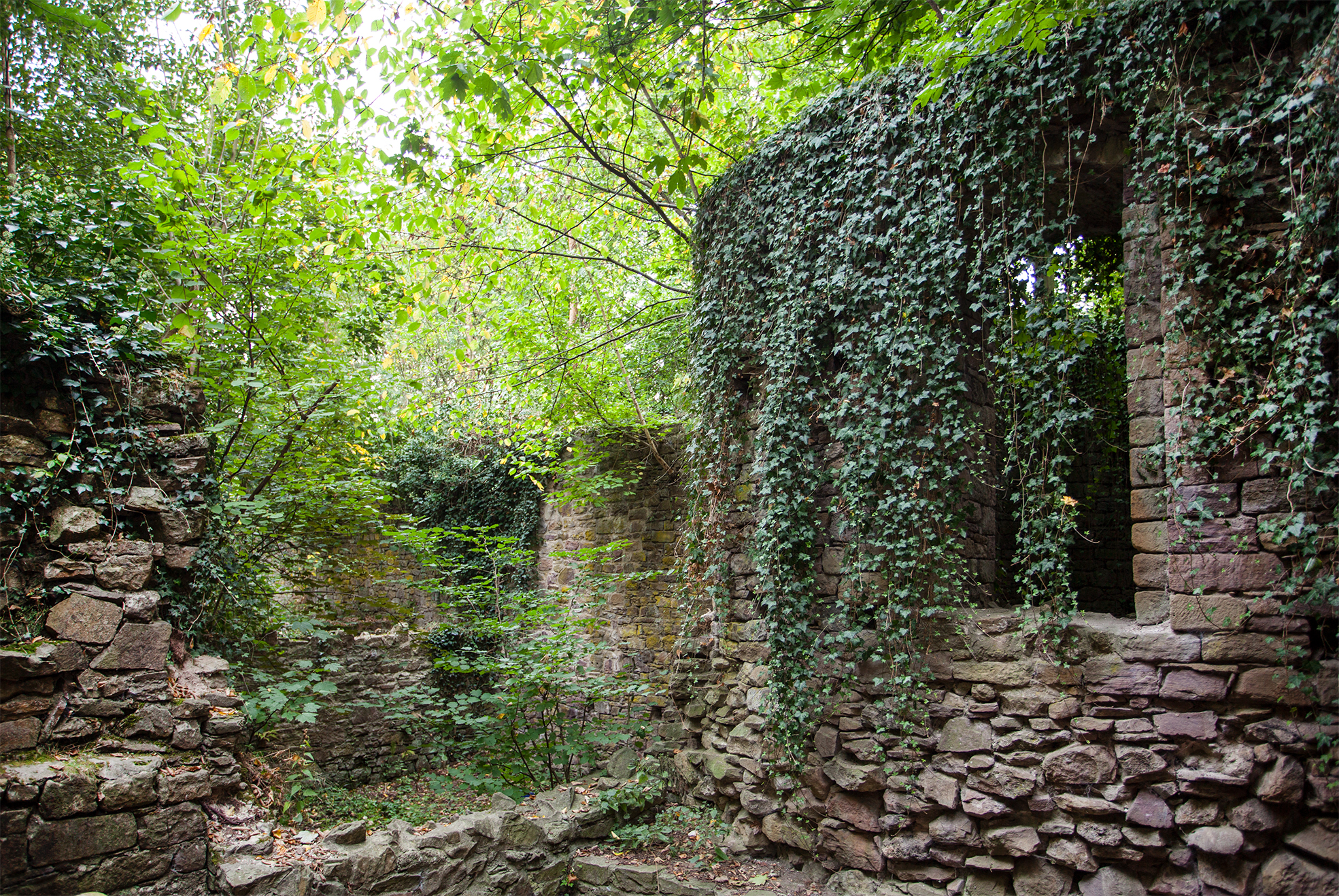
Ruïne Burg Vlotho (2)
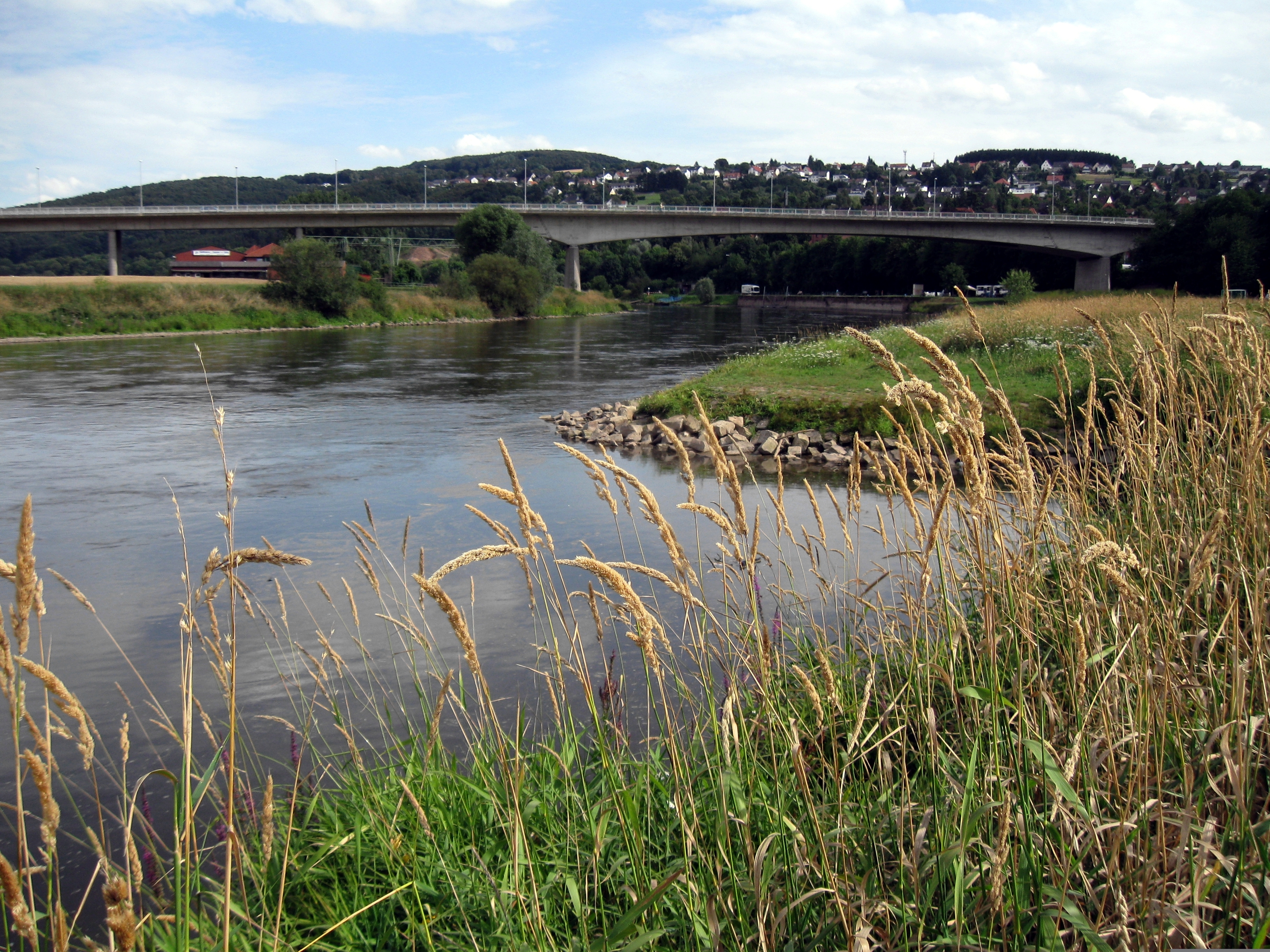
Monding van de Forellenbach in de Wezer
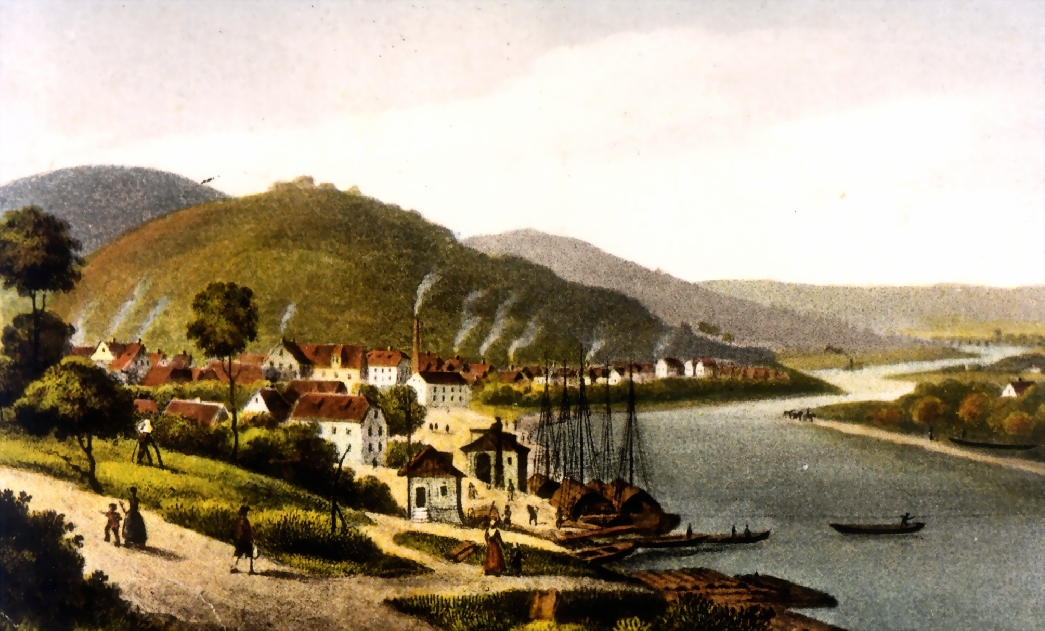
Stadsgezicht anno 1850 met haven en fabrieken
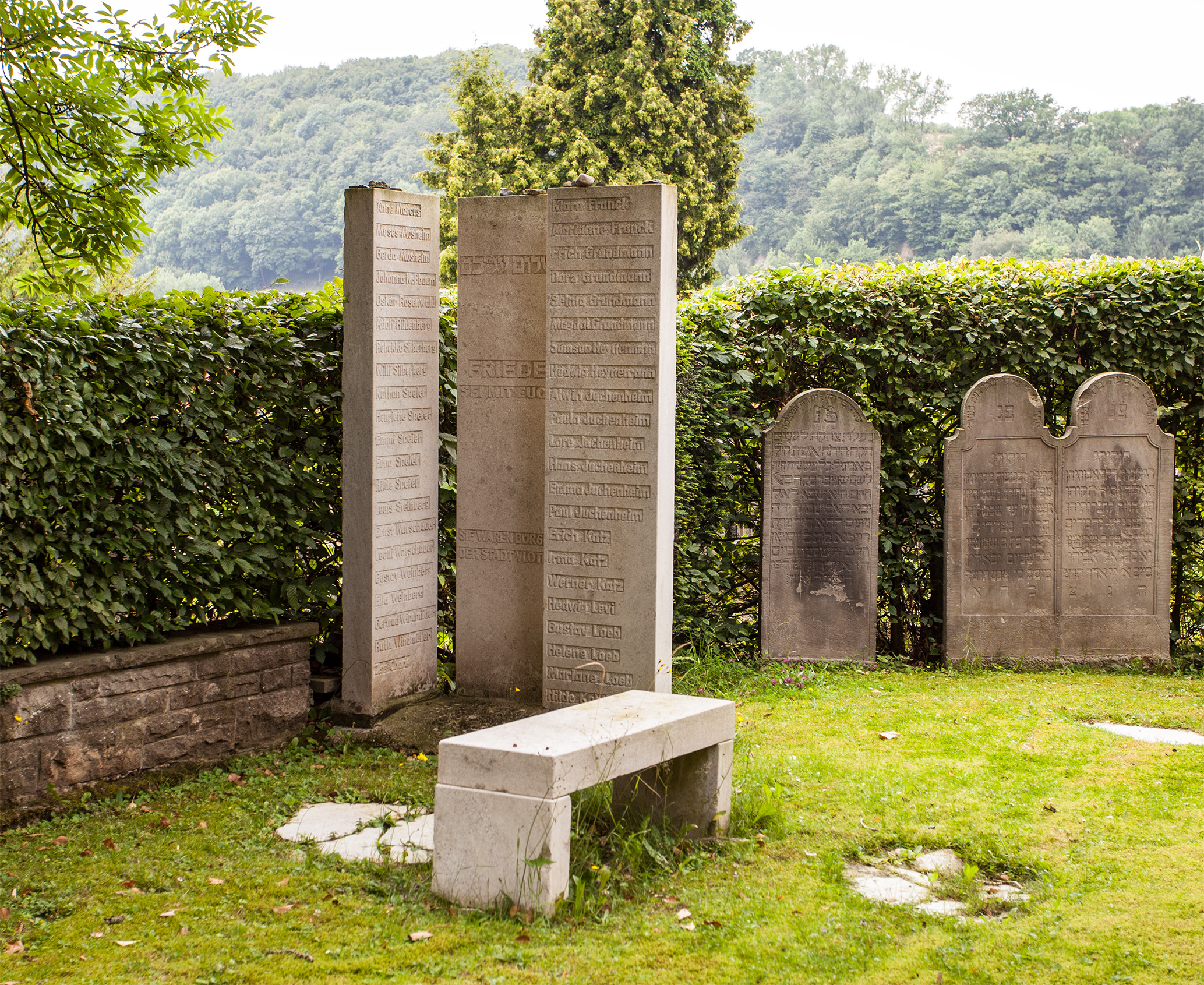
Gedenkteken Joodse begraafplaats
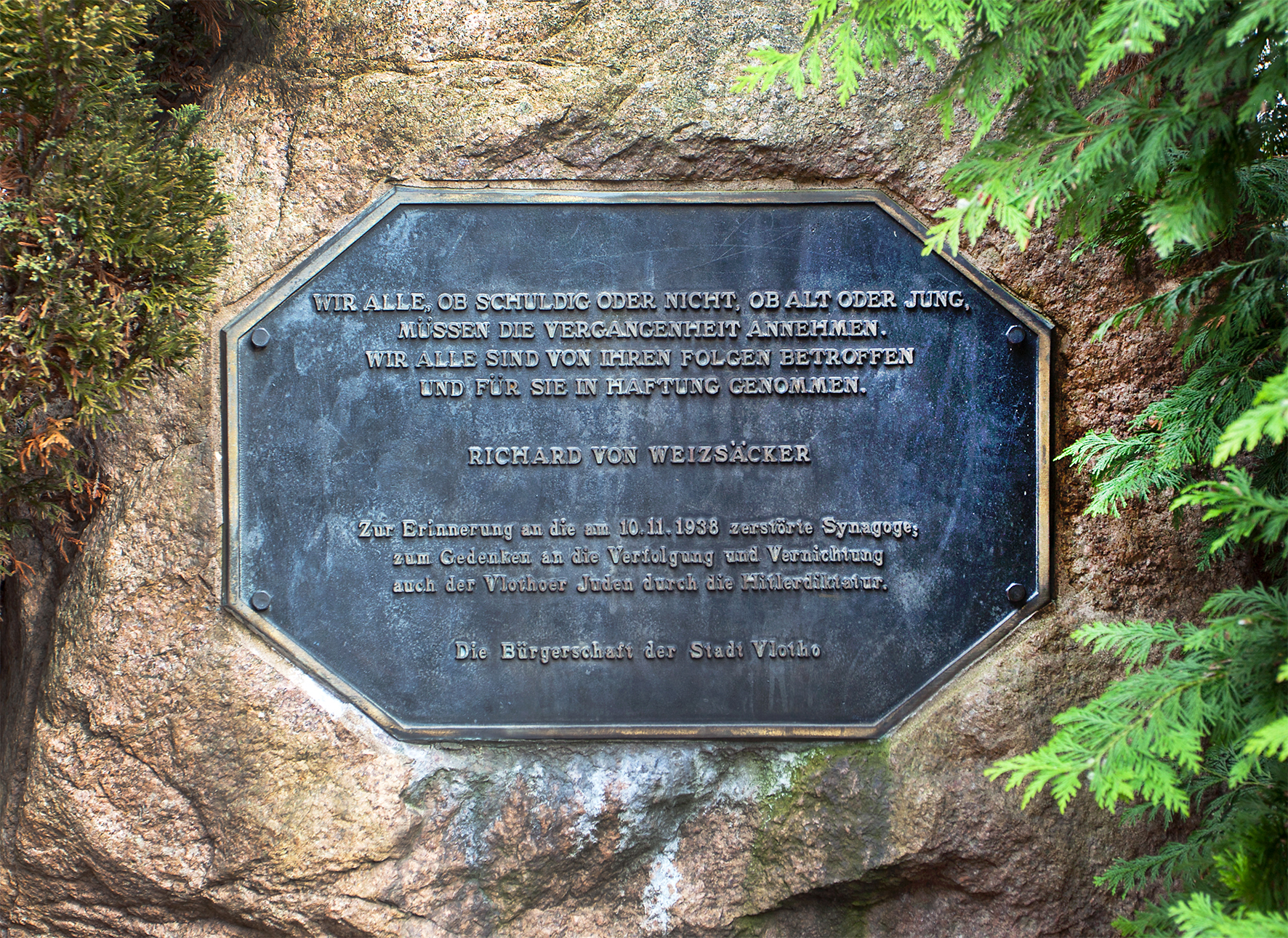
Gedenkteken in 1938 verwoeste synagoge
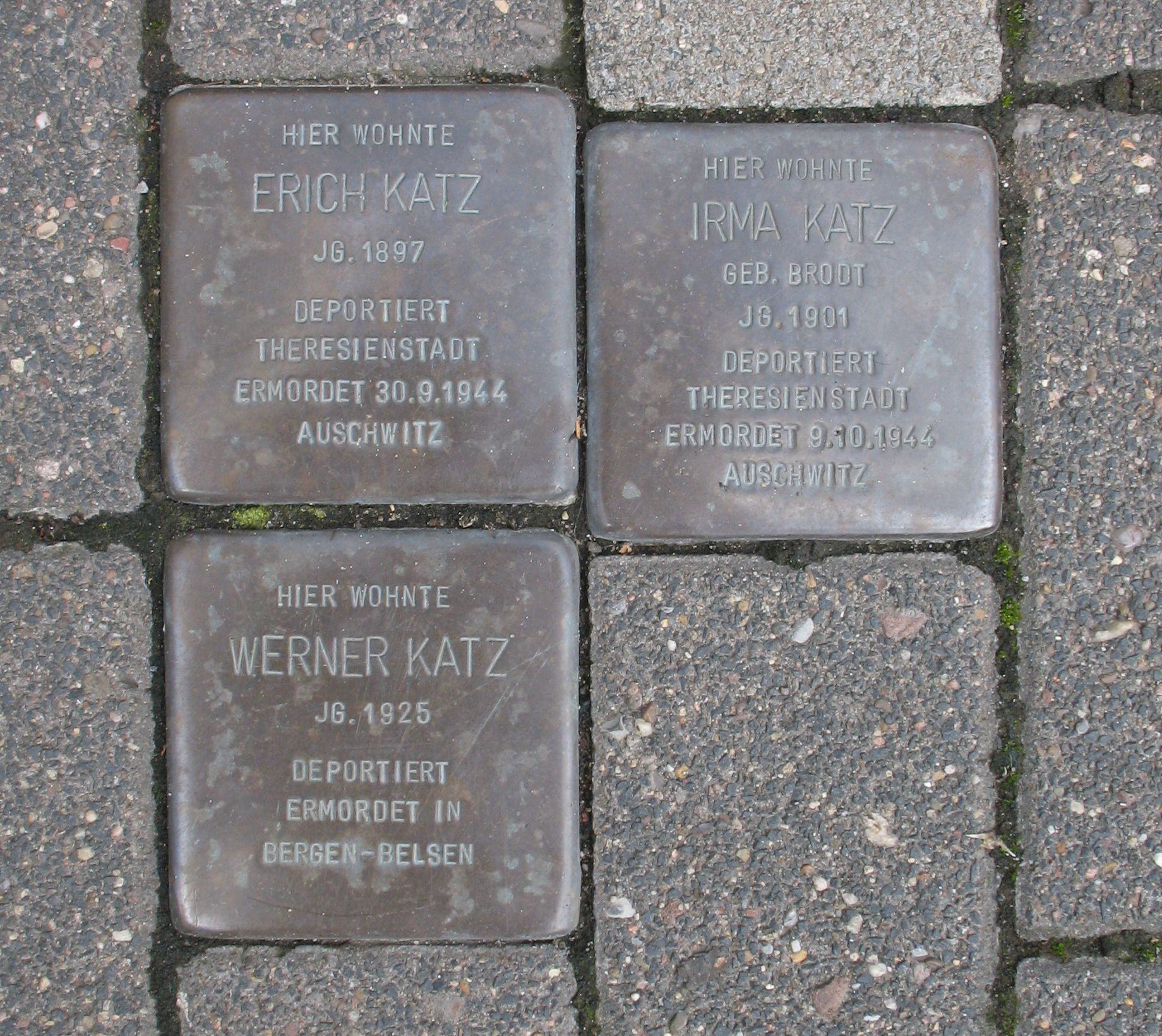
Stolpersteine

Reeds in de Midden-Steentijd (het Mesolithicum) woonden er mensen in wat nu de gemeente Vlotho is. Archeologische opgravingen hebben ook bewijs voor bewoning van het gebied in de Jonge Steentijd, het Neolithicum, aangetoond. Op de heuvels Amtshausberg en Paterberg, direct achter Vlotho-stad, hebben vermoedelijk walburgen gelegen uit het eerste millennium van de jaartelling. Ter plaatse bevonden zich een natuurlijke haven aan, en een voorde in de Wezer. Dit maakte de locatie van Vlotho gunstig voor handelsverkeer. 
Tot rond 1150 bestuurden lokale heren, vanuit een niet meer bestaand kasteel, Vlotho en het thans tot Porta Westfalica behorende plaatsje Rehme. In de periode daarna streden verscheidene regionale heren, waaronder het Sticht Herford en, uiteindelijk met succes, het Graafschap Ravensberg, om de heerschappij over het gebied. In 1250 werd op de Amtmannsberg door de lokale vazallen van Ravensberg een nieuw kasteel gebouwd; in 1368 werd deze Burg Vlotho tijdens een regionaal oorlogje door soldaten uit Minden verwoest, maar vrijwel direct hierna weer opgebouwd. Dit kasteel werd pas in de Dertigjarige Oorlog deels verwoest,  werd in 1709 opgegeven en verviel daarna tot een ruïne. In de 20e eeuw is deze ruïne, die op een geliefd doel voor wandeluitstapjes ligt, gedeeltelijk gereconstrueerd.
De in de Burg Vlotho residerende lokale heren hebben Vlotho vermoedelijk kort na het jaar 1250 stadsrechten toegekend. Het Graafschap Ravensberg had het in Vlotho tot aan de Dertigjarige Oorlog meestal voor het zeggen. Sedert de Reformatie in de 16e eeuw zijn verreweg de meeste christenen in de gemeente Vlotho evangelisch-luthers.
Op 17 oktober 1638, tijdens de Dertigjarige Oorlog, vond bij Vlotho-Valdorf een korte veldslag plaats, waarbij de katholieke keizerlijke troepen een verpletterende overwinning behaalden op de protestantse troepen van Karel I Lodewijk van de Palts en van Zweden. Het was in deze fase van de oorlog een van de zeer weinige successen voor de katholieke coalitie. In de geschiedenisboekjes wordt deze confrontatie de Slag bij Vlotho genoemd.
Verder was de oorlogsschade in de periode 1618-1648 relatief beperkt. In 1650 verleende Ravensburg aan Vlotho het recht op het houden van een grote jaarmarkt. Het stadje herstelde zich sneller van deze rampzalige periode dan veel omliggende steden en dorpen. Aan de Wezer ontwikkelde zich te Vlotho de belangrijkste binnenhaven tussen Minden en Hamelen. Er ontwikkelde zich in het inmiddels Pruisisch geworden Vlotho een invloedrijk schippersgilde, de vlotterij met boomstammen en molenstenen op de Wezer stroomafwaarts was een bloeiende bedrijfstak, de stad kreeg een linnenmarkt (Leinenlegge) en werd in 1719 door koning Frederik Willem I van Pruisen tot Titularstadt verheven; blijkbaar waren de 13e-eeuwse stadsrechten in de loop der eeuwen vervallen verklaard. Ook op de 11 km lange, door de gemeente stromende Forellenbach waren vooral in de 18e en 19e eeuw talrijke watermolens, die vroeg-industriële bedrijven van allerlei aard mogelijk maakten. Vanaf het midden van de 19e eeuw vestigden zich ook veel joden in Vlotho, en in de stad werd een synagoge gebouwd. Helaas werd ook hier vanaf de Kristallnacht in 1938 door de jodenvervolging in Adolf Hitlers Derde Rijk een gruwelijk stuk geschiedenis geschreven. 41 Joden vonden in de vernietigingskampen de dood. In de stad zijn na 1945 talrijke gedenkplaatsen voor hen opgericht.
In 1843 werd een spoorlijn door Vlotho heen gelegd, maar eerst in 1875 kreeg de stad ook een station. Vanaf het midden van de 19e eeuw tot omstreeks 1880 wist Vlotho, door zijn ligging aan de Wezer, waardoor de grondstof per stoomboot vanuit Bremen snel aangevoerd kon worden, een grote tabakswarenindustrie te ontwikkelen; nadien nam Bünde de "toppositie" in deze branche van Vlotho over. De tabaksindustrie liep nadien ook terug door de verhoging van de Pruisische tabaksaccijns. Rond 1900 ervoer Vlotho, dat er grenzen aan de groei waren: er was gebrek aan ruimte voor stadsuitbreiding. Pas in 1928 kon een brug naar Uffeln over de Wezer voor autoverkeer in gebruik worden genomen, en was de tijdrovende overtocht per veerpont niet meer nodig.
Te Valdorf-West, bij een boerderij met de naam Horst, werd van de 15e eeuw tot omstreeks 1920 het tamelijk zeldzame mineraal kalksinter (Horststein) als grondstof voor de bouwnijverheid gewonnen. Ook veel gebouwen in Vlotho-stad zijn gedeeltelijk uit dit materiaal opgetrokken.
De in 1928 gebouwde verkeersbrug bij Uffeln werd in de Tweede Wereldoorlog door Amerikaanse gevechtsvliegtuigen gebombardeerd, maar deze bombardementen leidden niet tot de verwoesting van de brug. Begin april 1945 deden Duitse geniesoldaten dat zelf maar, om de geallieerde opmars te stoppen. Tevergeefs, want de geallieerden veroverden het gebied via een andere route. Pas in 1951 was de brug over de Wezer weer in gebruik.
Uffeln heeft in de 20e eeuw, in de tijd dat Vlotho nog een binnenhaven voor vrachtschepen had, twee kleine scheepswerven gehad. Er werden binnenvaartschepen gebouwd.
Van omstreeks 1903 tot 2011, toen de fabriek door brand verwoest werd, was te Exter een zeer groot bedrijf gevestigd, dat meubelen produceerde. Op deze locatie is daarna een nieuw gebouw voor transport- en opslagbedrijven gebouwd.
Kort na de Tweede Wereldoorlog werd de bouw van nieuwe woonwijken noodzakelijk, omdat vele duizenden Heimatvertriebene in de gemeente Vlotho een nieuw bestaan moesten kunnen opbouwen. Te Vlotho organiseerde de Britse bezettingsmacht kort na de oorlog in het kader van een Operation Matchbox de emigratie naar o.a. Australië van talrijke Duitse wetenschappers. Doel was, hun know-how daar in de praktijk toe te passen. Vanaf circa 1950 begon de binnenhaven van Vlotho in belang sterk af te nemen. Spoorweg- en vooral wegvervoer concurreerden de binnenvaart de markt uit. Toen de meubelfabriek te Exter in 2011  ophield te bestaan, viel ook de vraag naar over de Wezer aangevoerd hout weg. Alle gebouwen en installaties van de vroegere binnenhaven waren in 2006 gesloopt. Vlotho heeft alleen nog een kleine jachthaven aan de Wezer en een aanlegplaats voor rondvaartboten.
Tussen 1970 en 1975 vielen helaas veel schilderachtige of historisch interessante oude huizen in de binnenstad ten offer aan stadssanering en de verbreding van straten voor doorgaand verkeer.

## Kuuroord
Ten zuidoosten van Valdorf-West komen slenken voor, waarin zich geneeskrachtige veenmodder bevindt. Vooral sedert de 19e eeuw wordt deze therapeutisch toegepast. Anders dan in bijvoorbeeld Bad Salzuflen en Bad Oeynhausen zijn hier geen deftige kuurfaciliteiten, gericht op welgestelden, ontstaan. Boeren uit de streek namen het initiatief voor het kuurbedrijf hier (Bauernbäder). Zo ontstonden, dicht bij elkaar Bad Seebruch (waar zich nog een ziekenhuis met de naam Weserlandklinik bevindt) en Bad Senkelteich (met de Moorland-Klinik, waar men nog steeds onder medisch toezicht therapeutische modderbaden kan nemen). Ter plaatse is in de 20e eeuw een klein, traditioneel kuurpark aangelegd. Dit is vrij toegankelijk. In relatie tot deze kuurinrichtingen bestaat (o.a. in een voormalig schoolgebouw) te Valdorf de mogelijkheid, het vak van fysiotherapeut te leren.

## Bezienswaardigheden
- Het oostelijke gedeelte van de gemeente ligt in het Wezerbergland, waar het goed wandelen en fietsen is, en waar talrijke wandel- en fietsroutes, ook meerdaagse, zijn uitgezet. Vanaf de 141,8 meter hoge Amtshausberg te Vlotho heeft men een fraai panorama.
- In het centrum van Vlotho, vooral in de Lange Straße, staan nog tamelijk veel oude, schilderachtige vakwerkhuizen.
- Het plaatselijke streekmuseum is samen met o.a. de openbare bibliotheek en een cultureel centrum voor jongeren ingericht in de voormalige sigarenfabriek van Schöning. Dit gebouw, dat dicht bij het station staat, wordt in de stad de Kulturfabrik genoemd. In het museum wordt extra aandacht aan de geschiedenis van de -in de 19e eeuw zo belangrijke- sigarenmakerij besteed.
- In 2013 is een actie begonnen om lelijke blinde muren in de stad te voorzien van artistieke muurschilderingen. Dit heeft tot enige opmerkelijke resultaten geleid.
- De evangelisch-gereformeerde Sint-Janskerk is cultuurhistorisch van belang.
- De Sint-Stefanuskerk in het centrum van Vlotho behoorde tot een in 1252 opgericht en rond 1560 opgeheven cisterciënzerklooster Segenstal. Dit klooster heeft vrijwel steeds een kwijnend bestaan gekend. De eenvoudige kerk werd na de Reformatie luthers, en werd in 1660 tot het huidige gebouw uitgebreid. Van de kloostergebouwen zijn alleen enkele schaarse muurfragmenten bewaard gebleven.
- De evangelisch-lutherse kerk van Exter ligt vlak bij afrit 31 van de A2. Ze is niet alleen de dorpskerk, maar ook de oudste evangelisch-lutherse snelwegkerk in Duitsland. De inwijding als zodanig vond plaats in 1959. De toren van de kerk dateert vermoedelijk uit de 17e eeuw. Bij de kerk staat een Armeens kruis, dat mede is opgericht, om de talrijke dodelijke verkeersslachtoffers uit de regio te gedenken. Ook niet-kerkgangers verlaten de Autobahn hier graag, omdat er een modern, schoon openbaar toilet staat.
- De windmolen te Exter , gebouwd in 1850, is een klein cultureel dorpscentrum met recreatieve voorzieningen, een golfterrein en een trouwlocatie.
- Vanuit Vlotho zijn excursies per rondvaartboot over de Wezer mogelijk.

## Partnergemeentes
Er bestaan jumelages met:
- Aubigny-sur-Nère, Frankrijk (sedert 1989)
- Lubsko, Polen (sedert 1992)

## Afbeeldingen

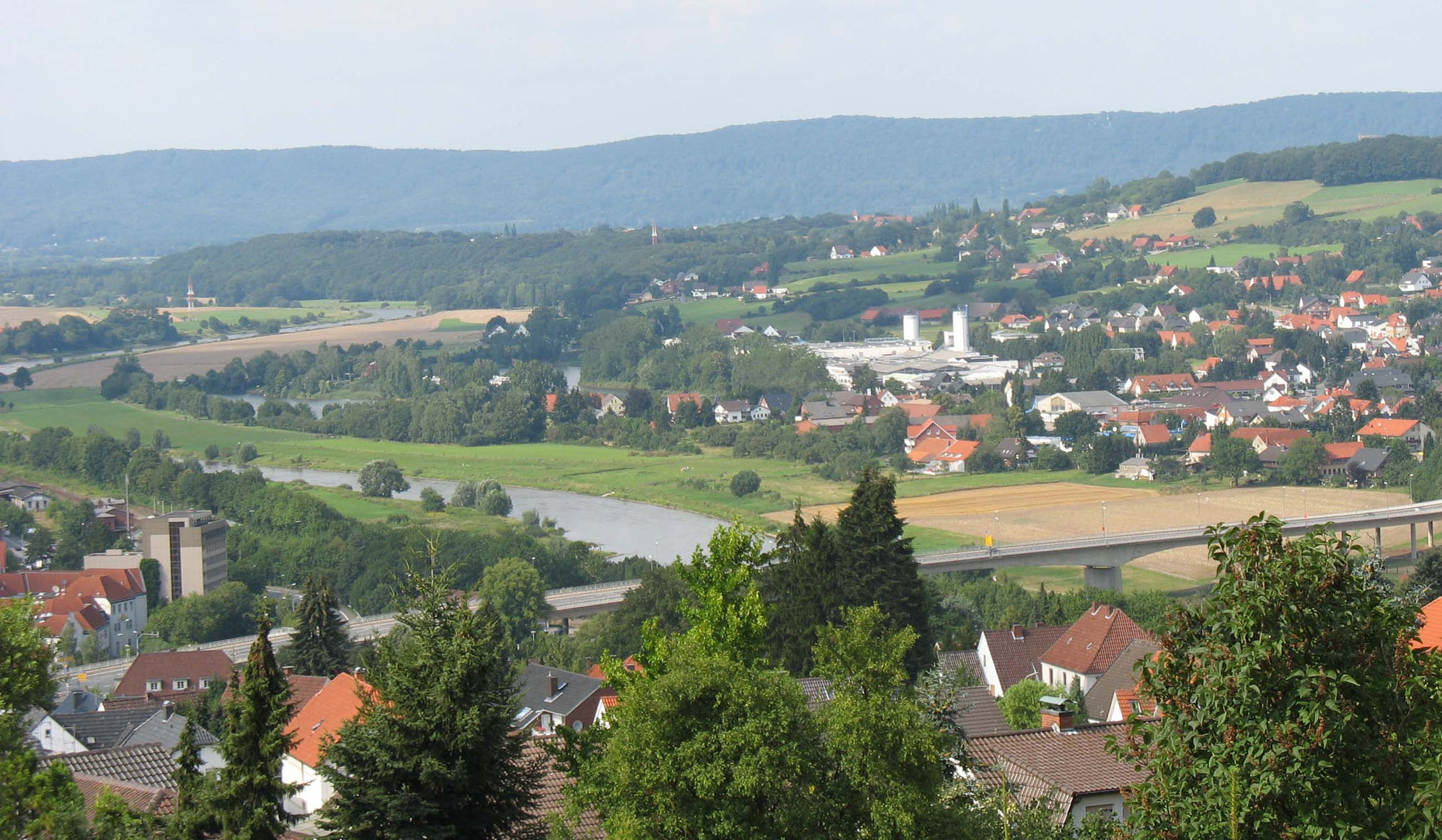
Gezicht vanuit Vlotho-centrum op de Wezer en op Uffeln
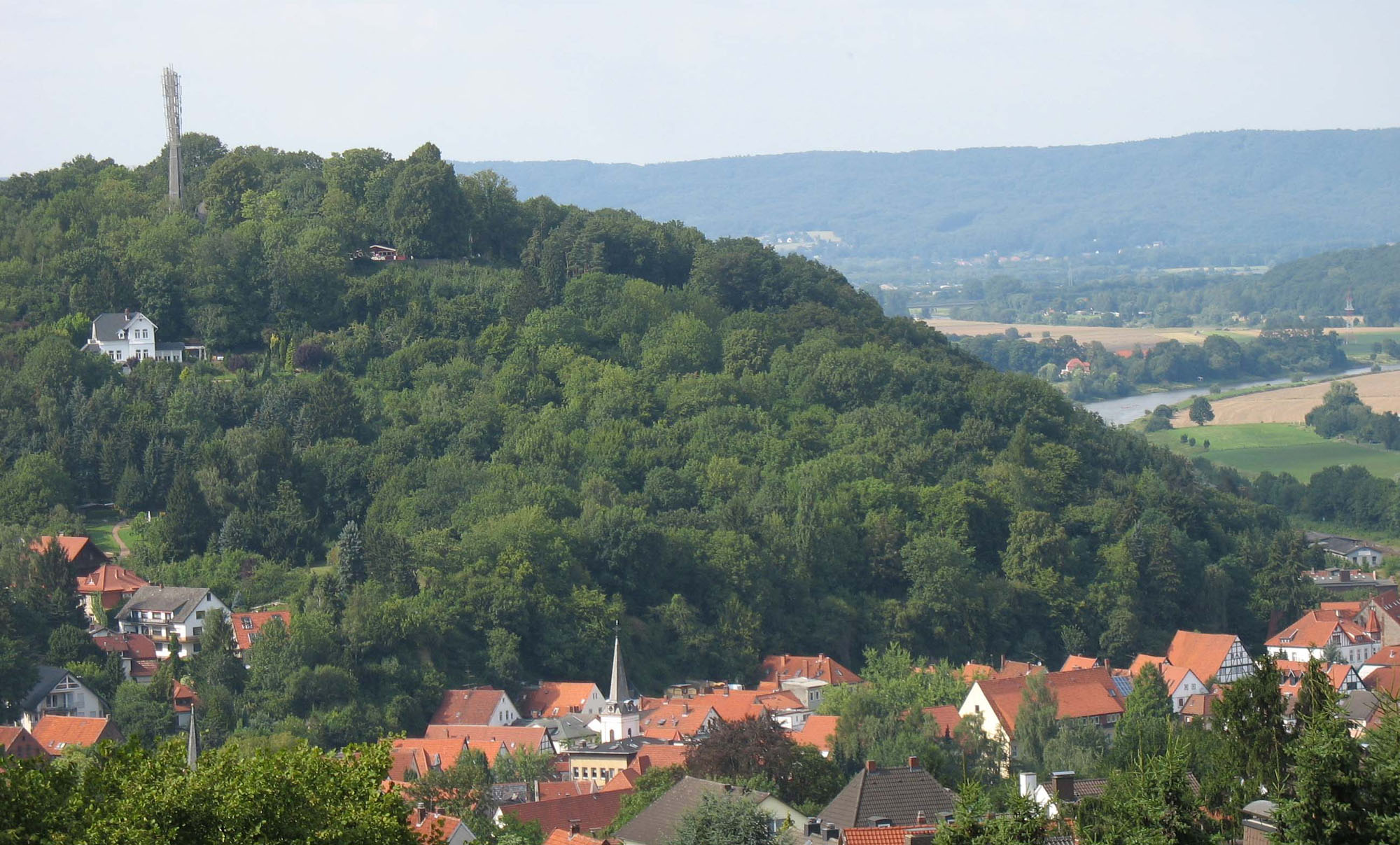
Gezicht op de Amtshausberg (1)
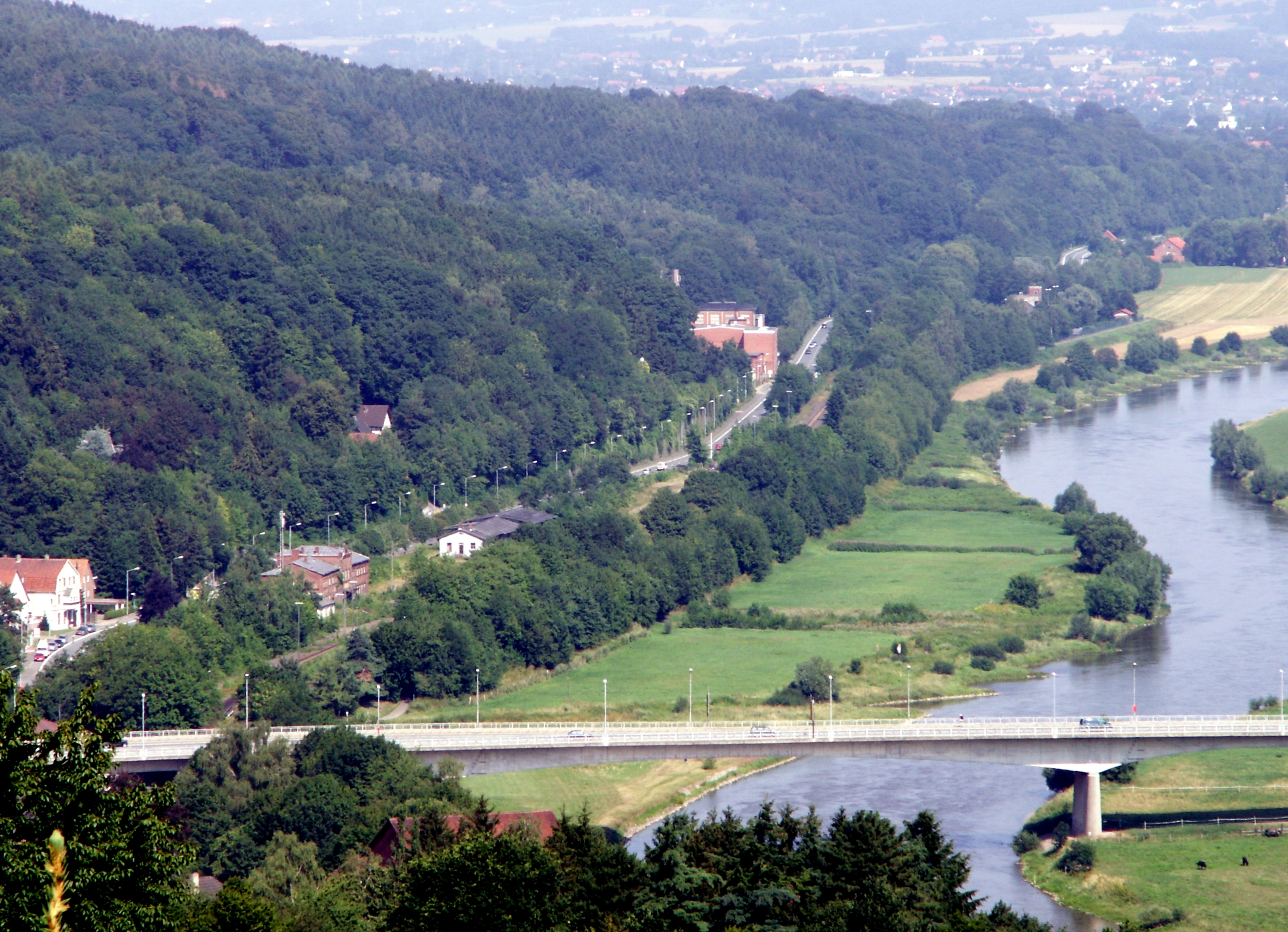
Gezicht op de Amtshausberg (2)
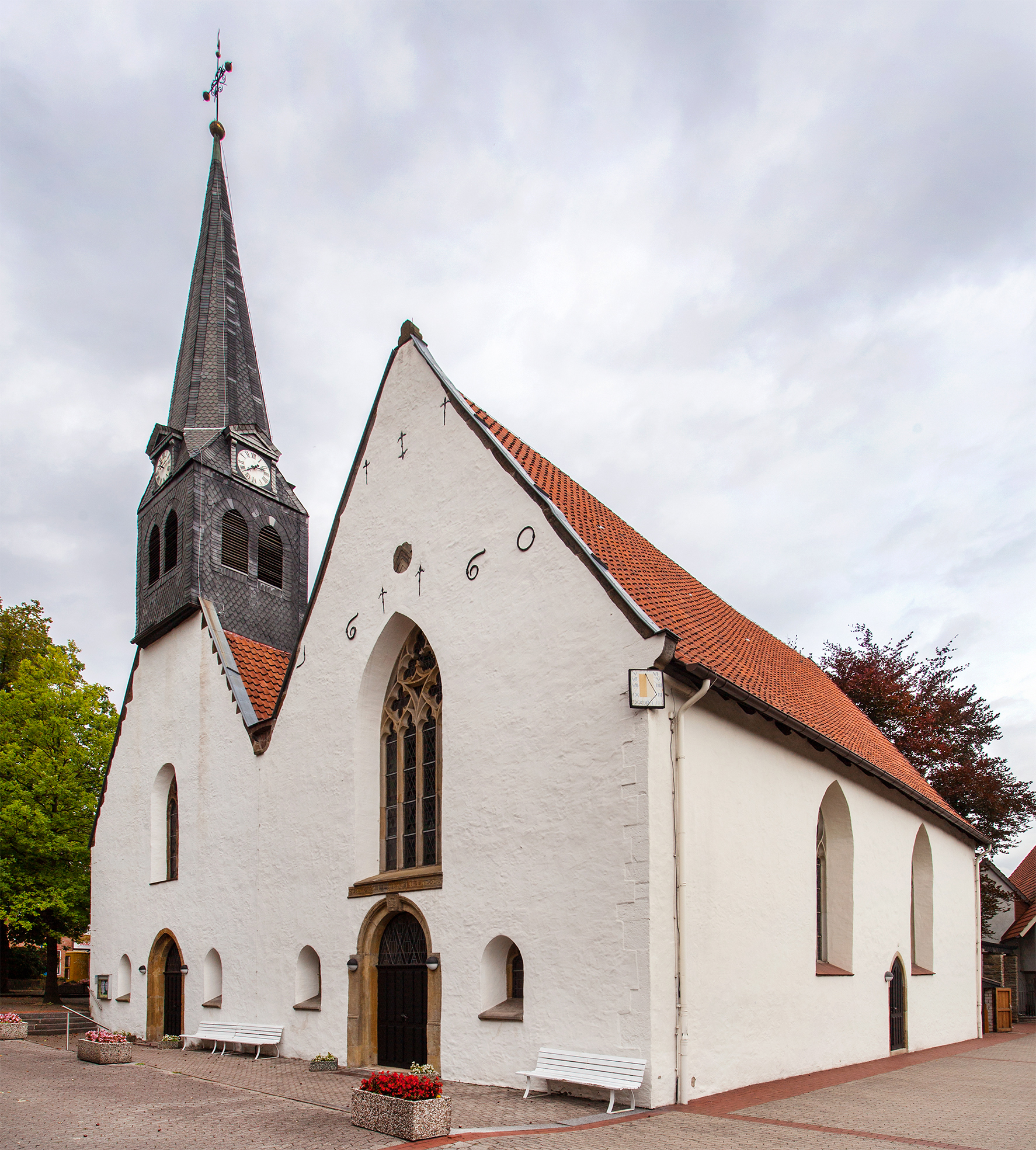
Evang.-lutherse Sint-Stefanuskerk te Vlotho, met overblijfsel van klooster Segenstal
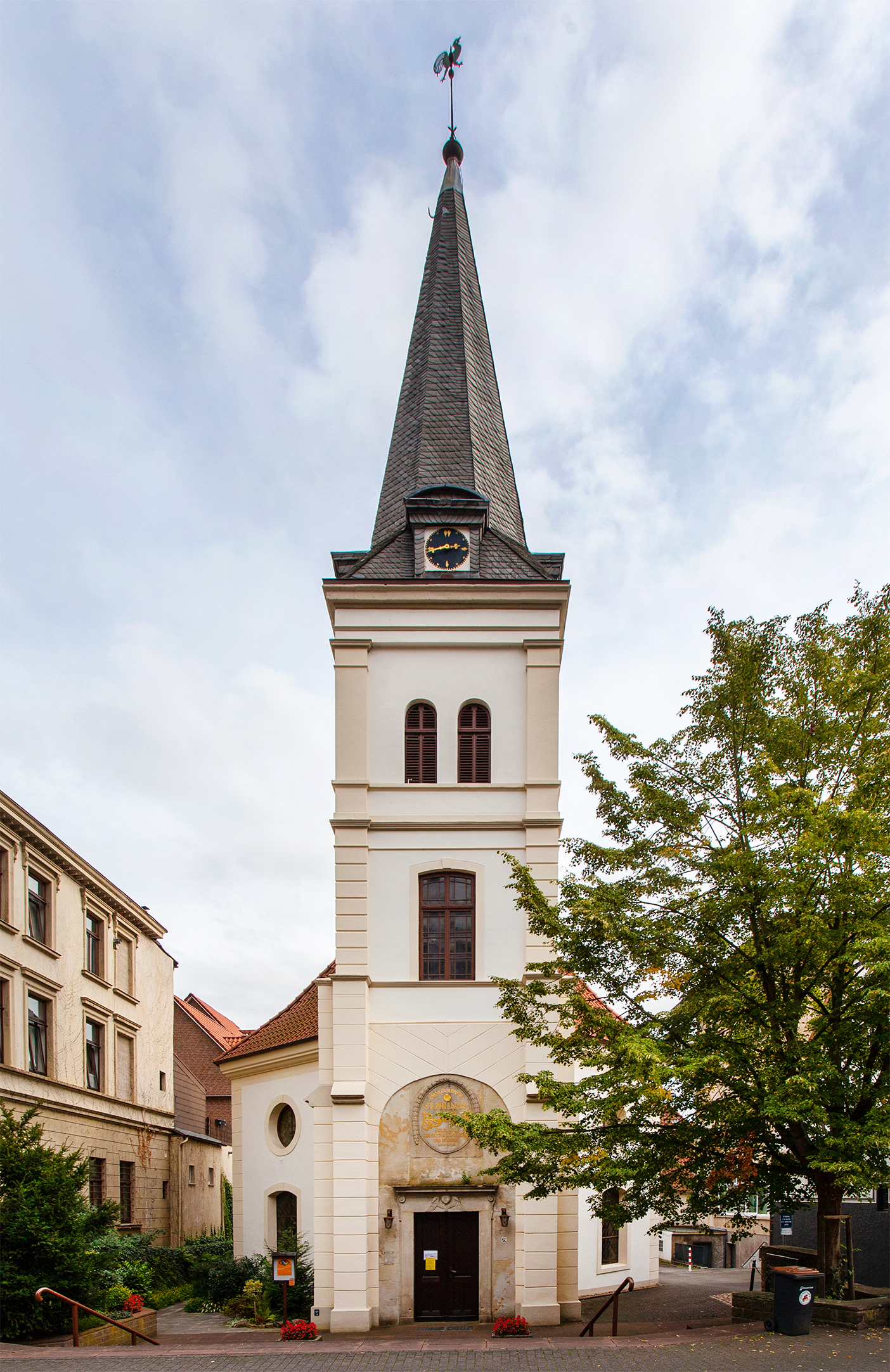
Evang.-geref. Sint-Janskerk, Vlotho
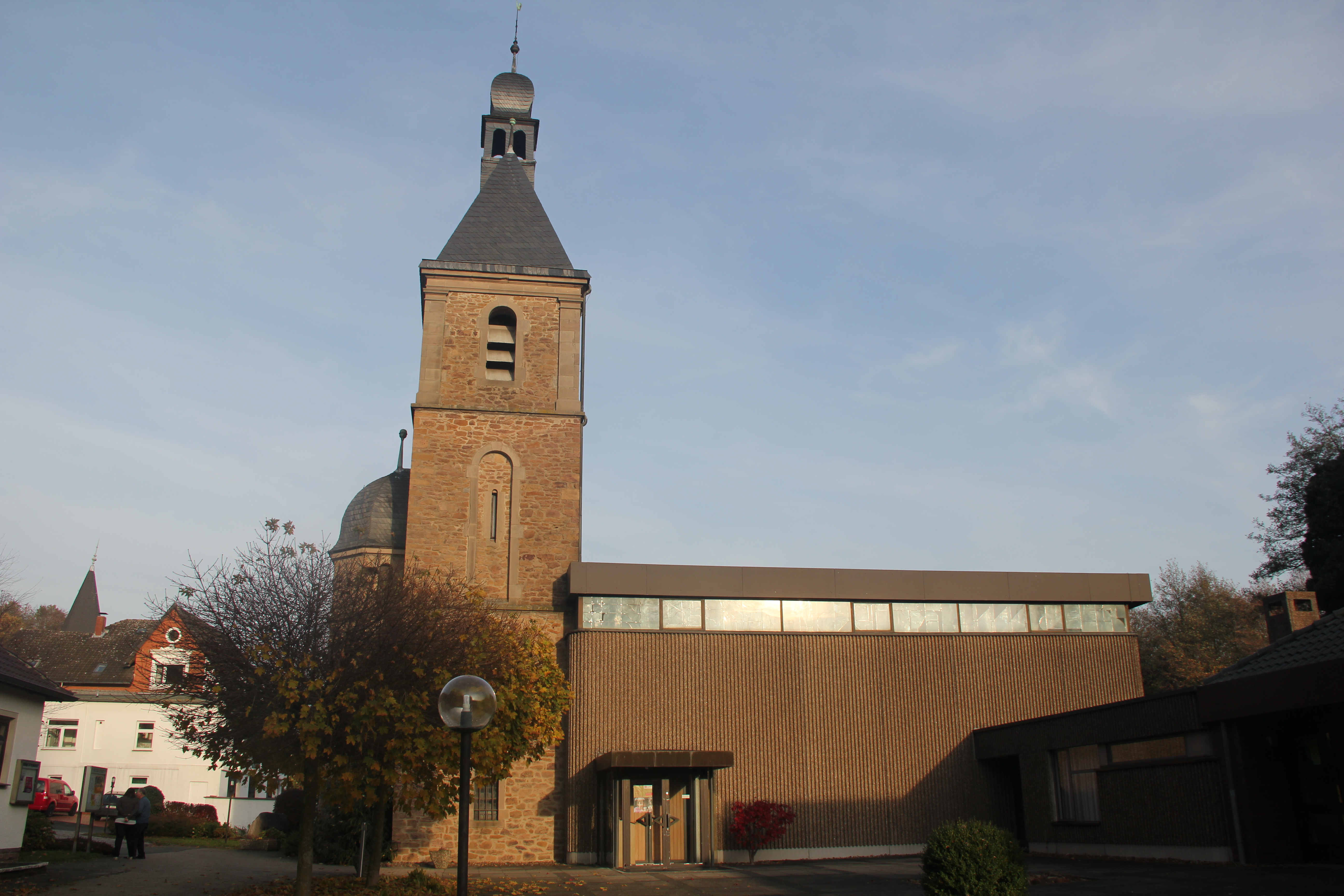
R.K. Heilig-Kruiskerk, Vlotho
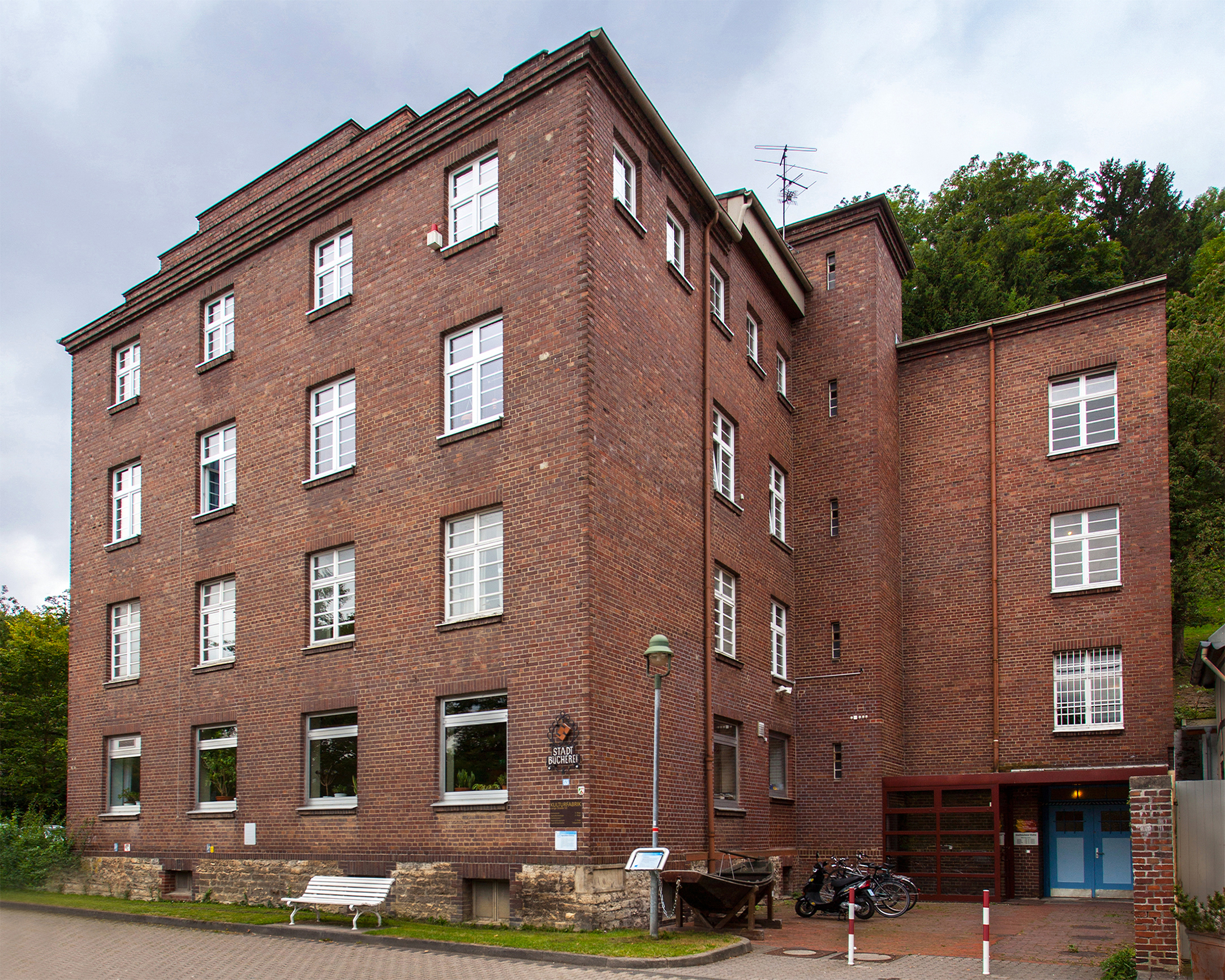
Kulturfabrik
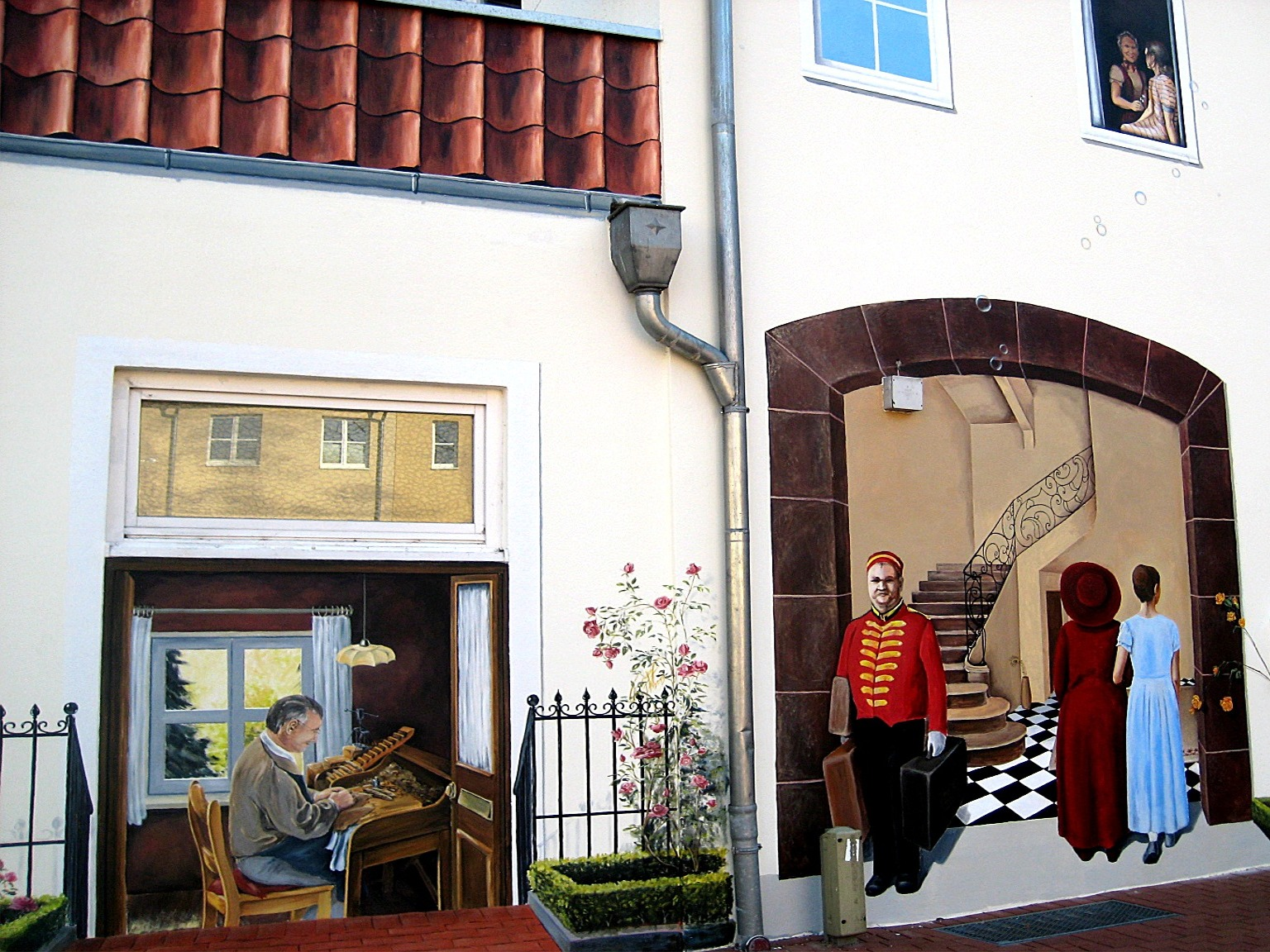
Gevelbeschildering Sommerfelder Platz
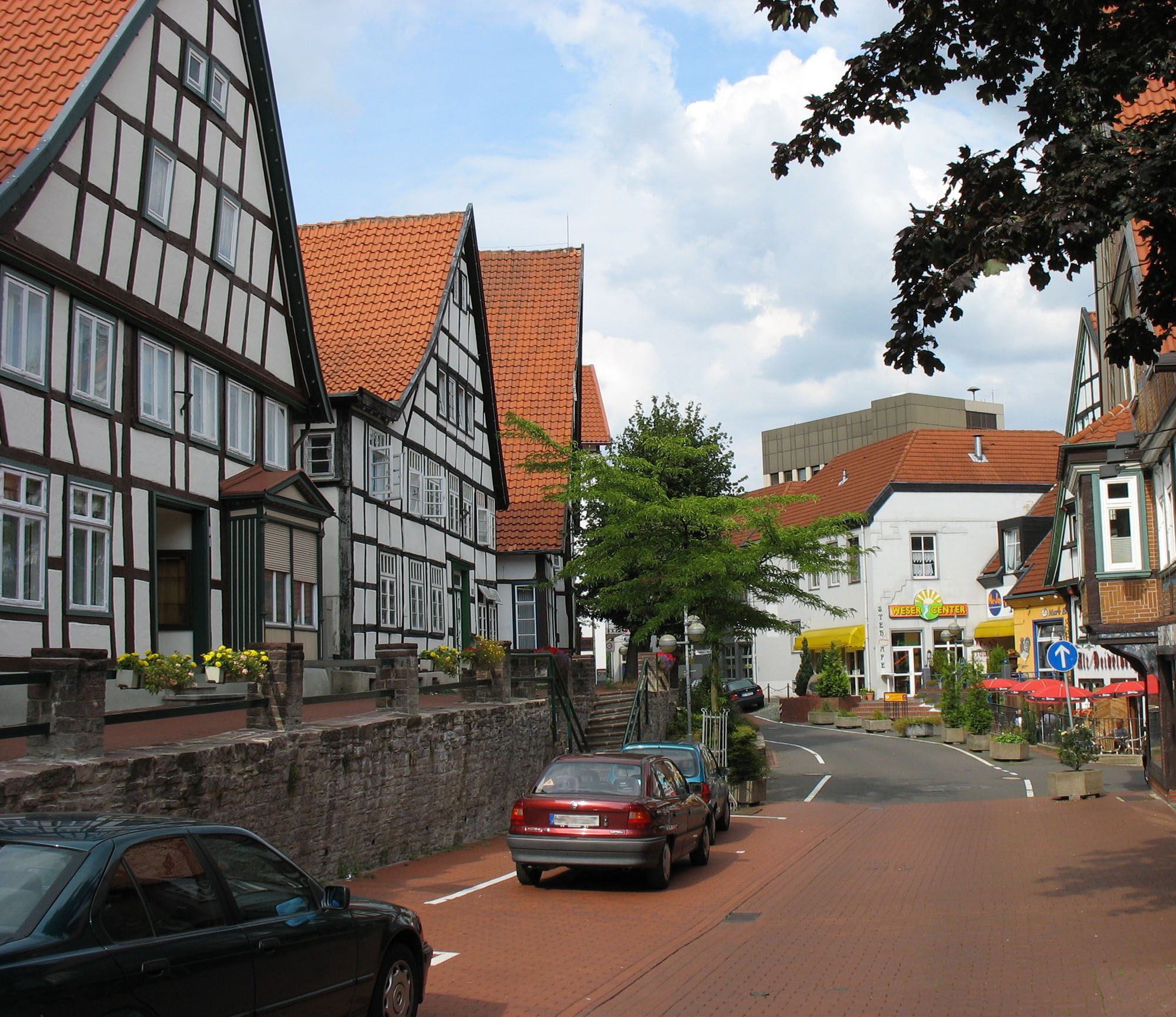
Centrum Vlotho: Brink/Lange Straße
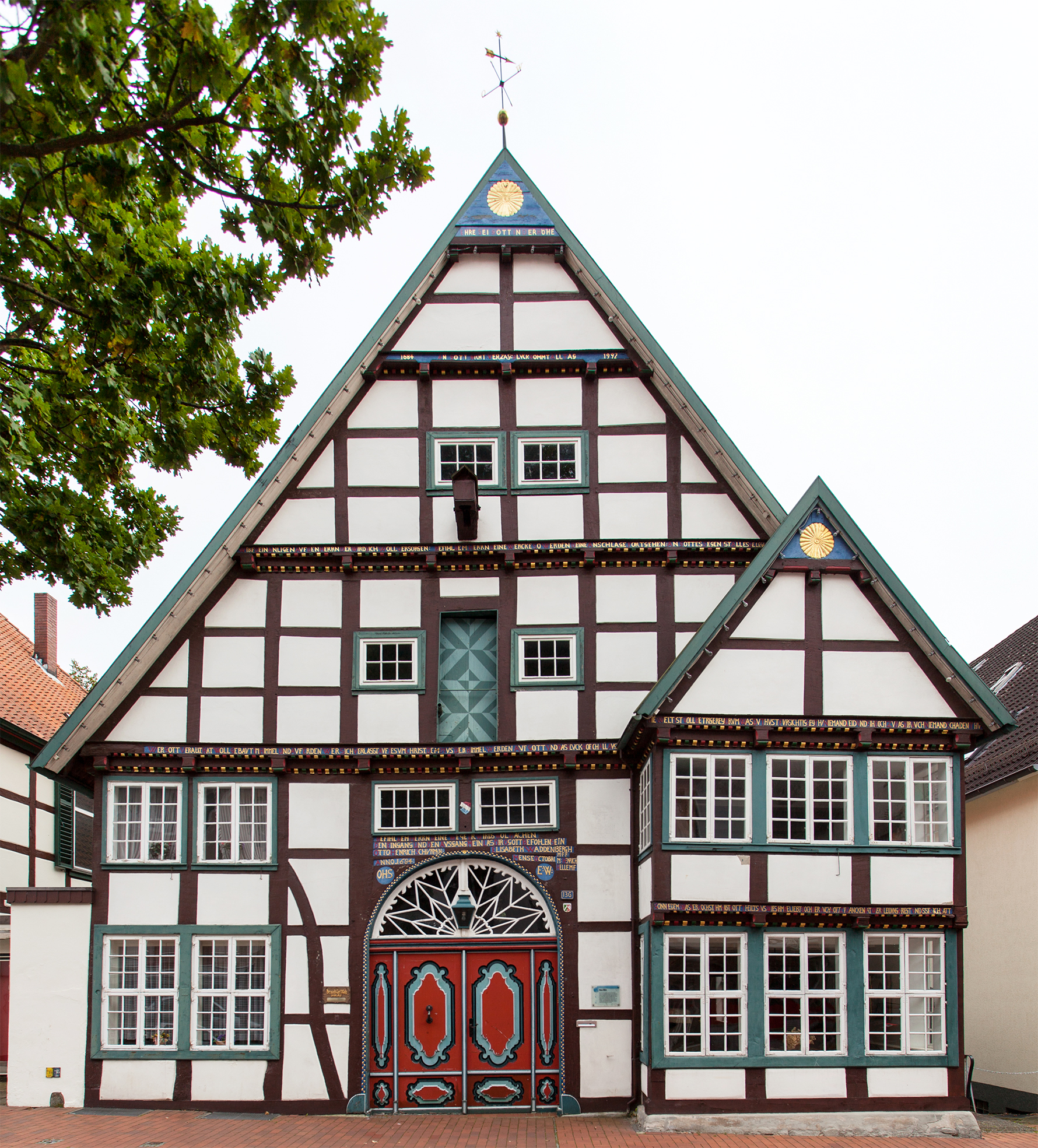
Haus Malz (bouwjaar 1684), Lange Straße
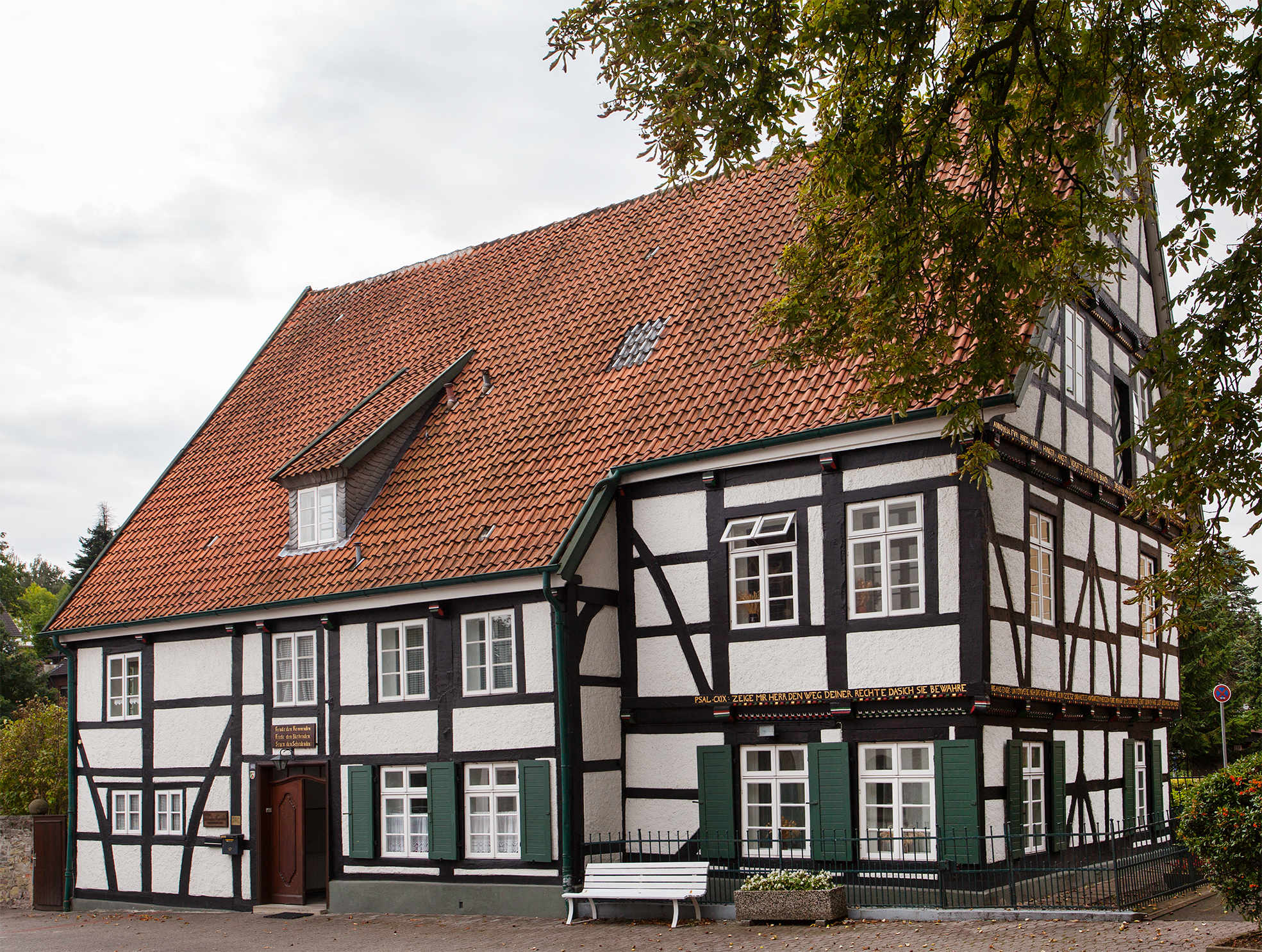
Pastorie (bouwjaar 1650), Lange Straße
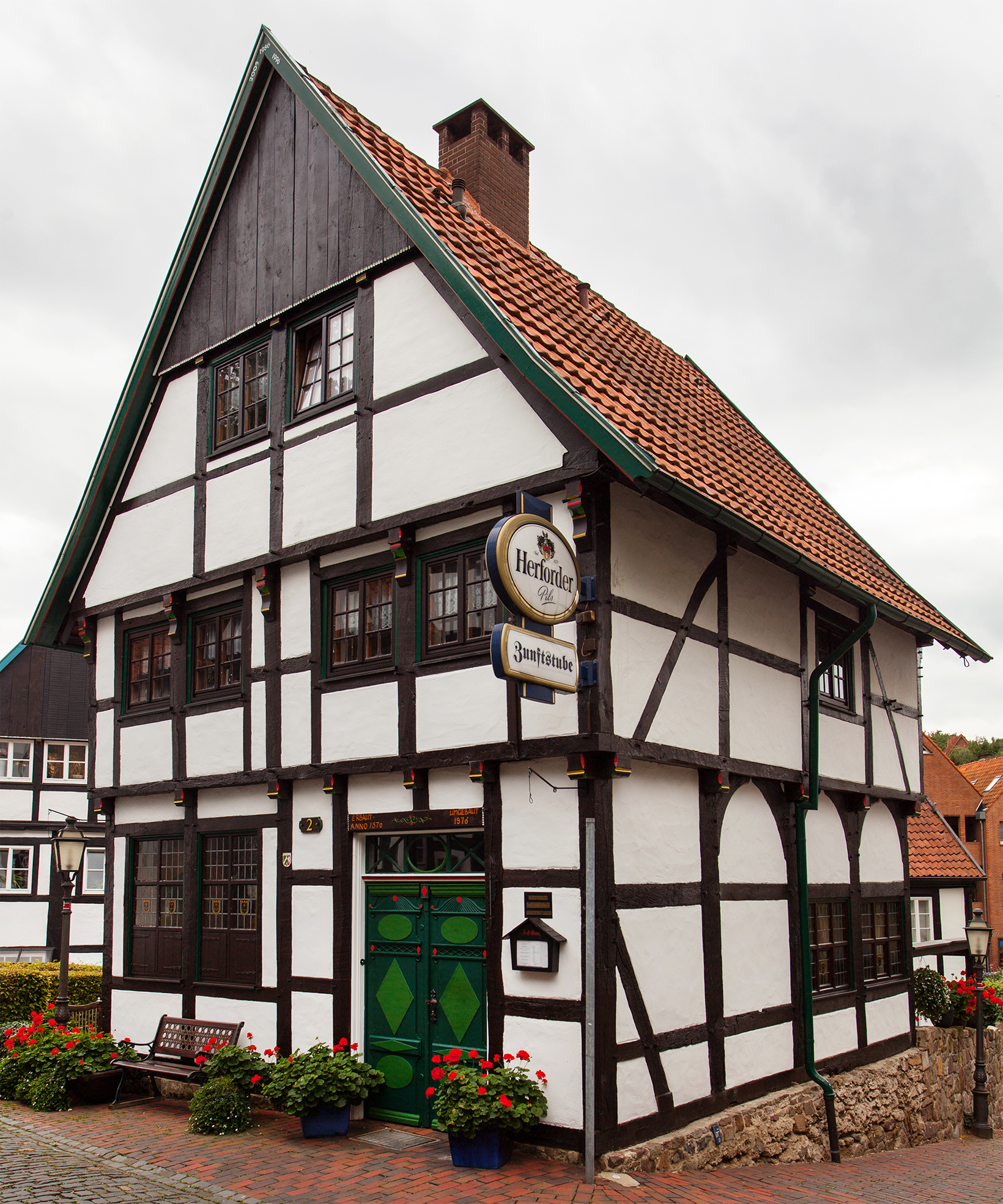
Huis Roseneck 2, bouwjaar 1570
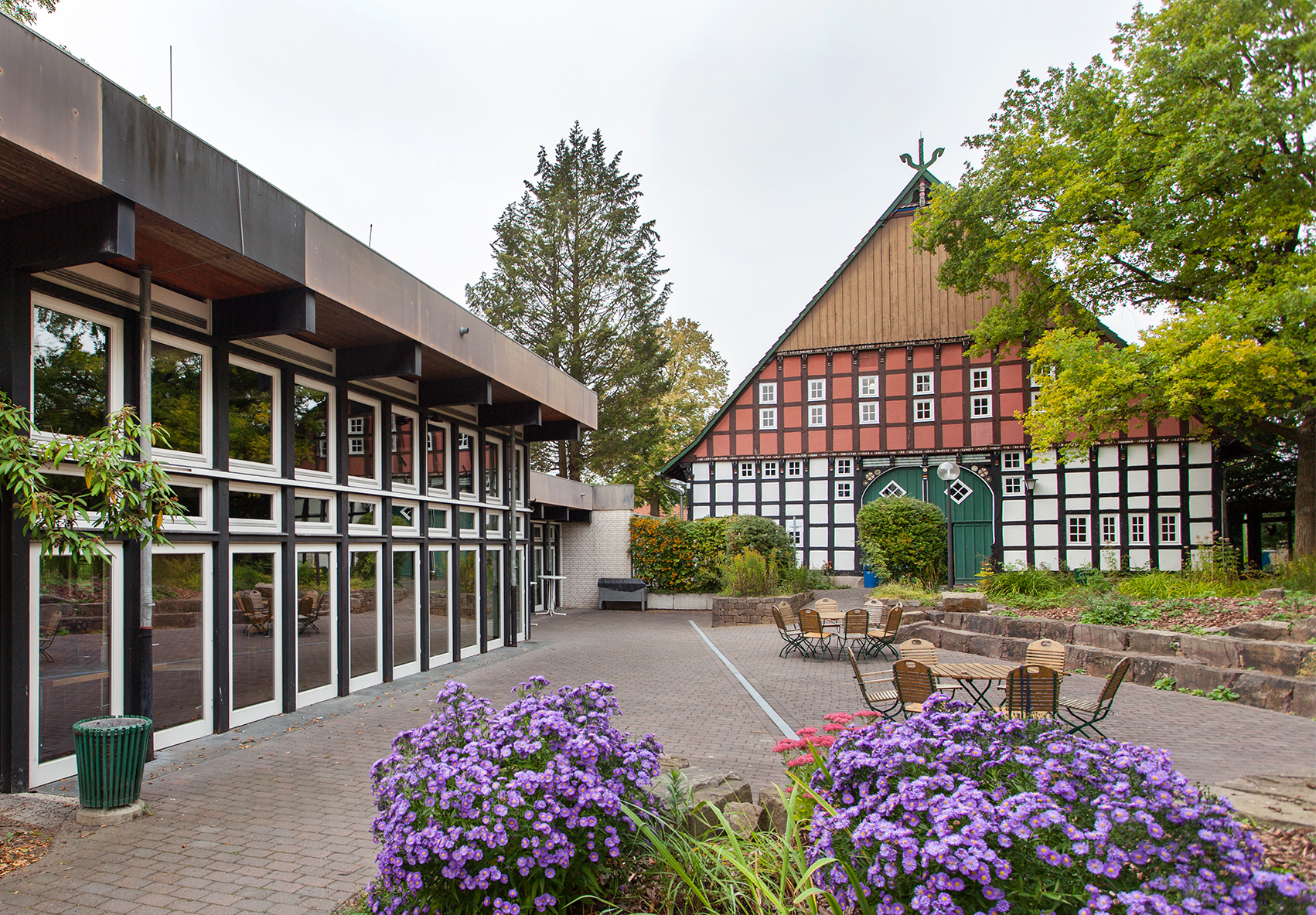
Jugendhof Vlotho
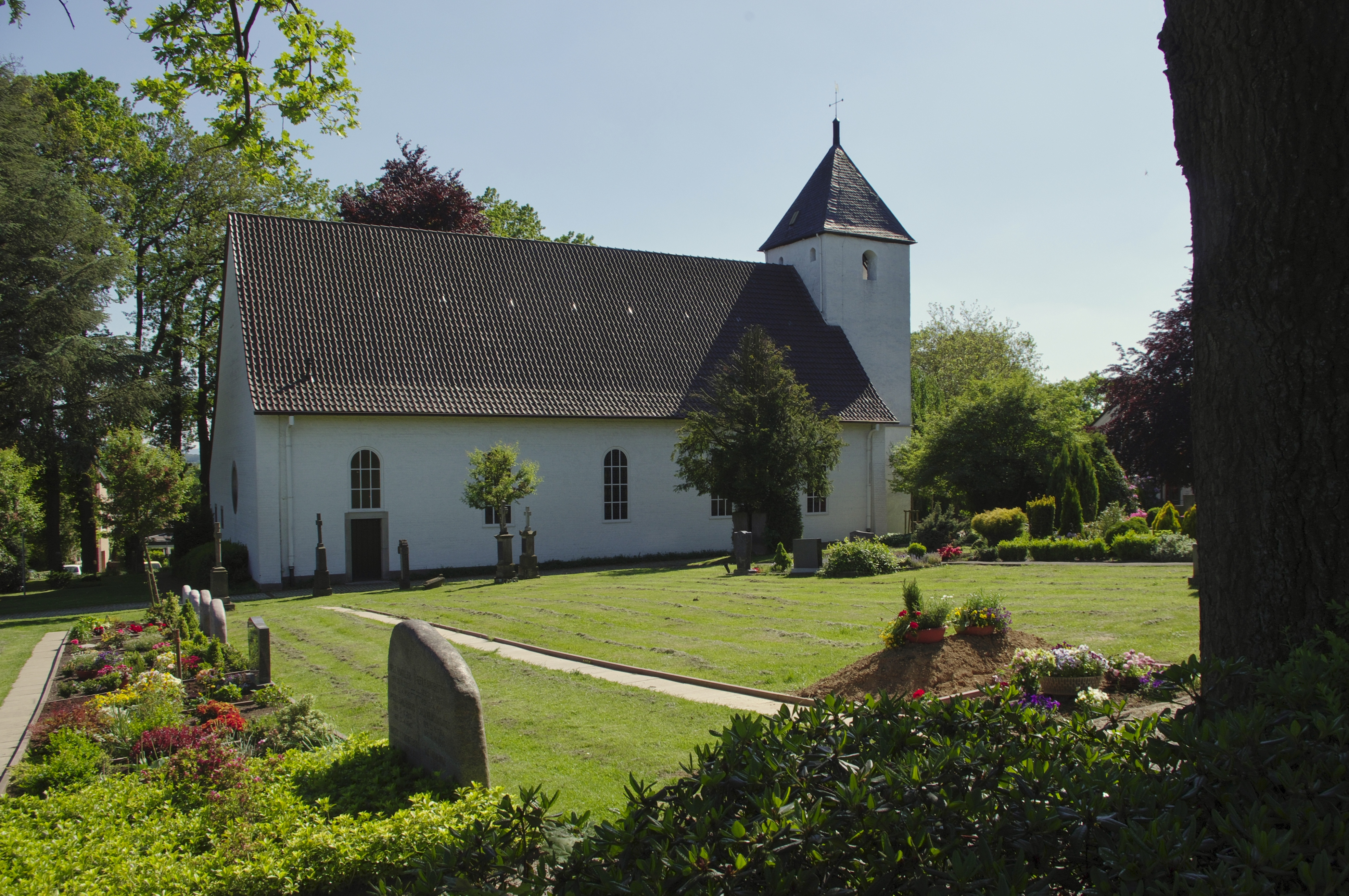
Evang. -lutherse kerk van Exter
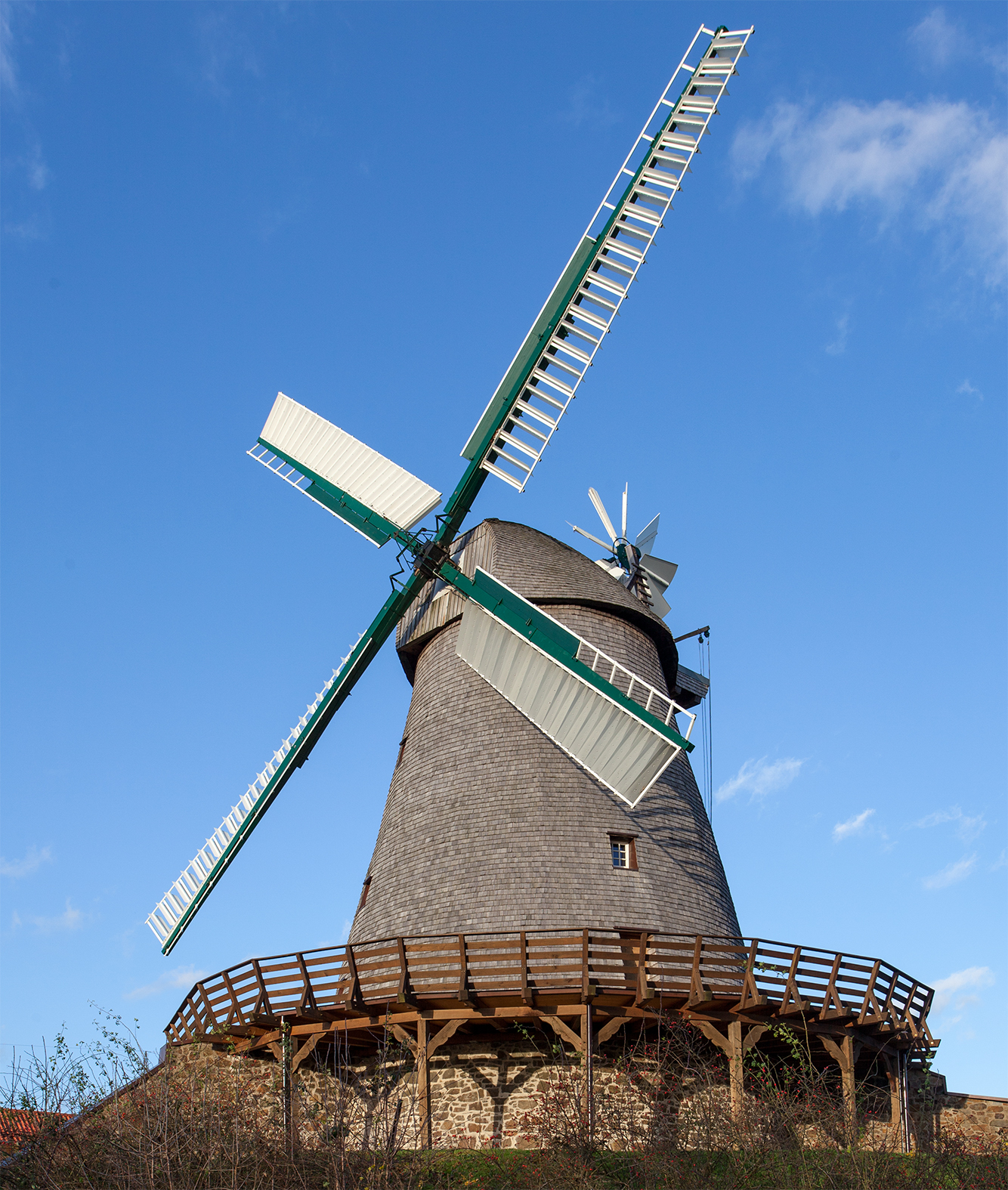
Windmolen Exter (1850)
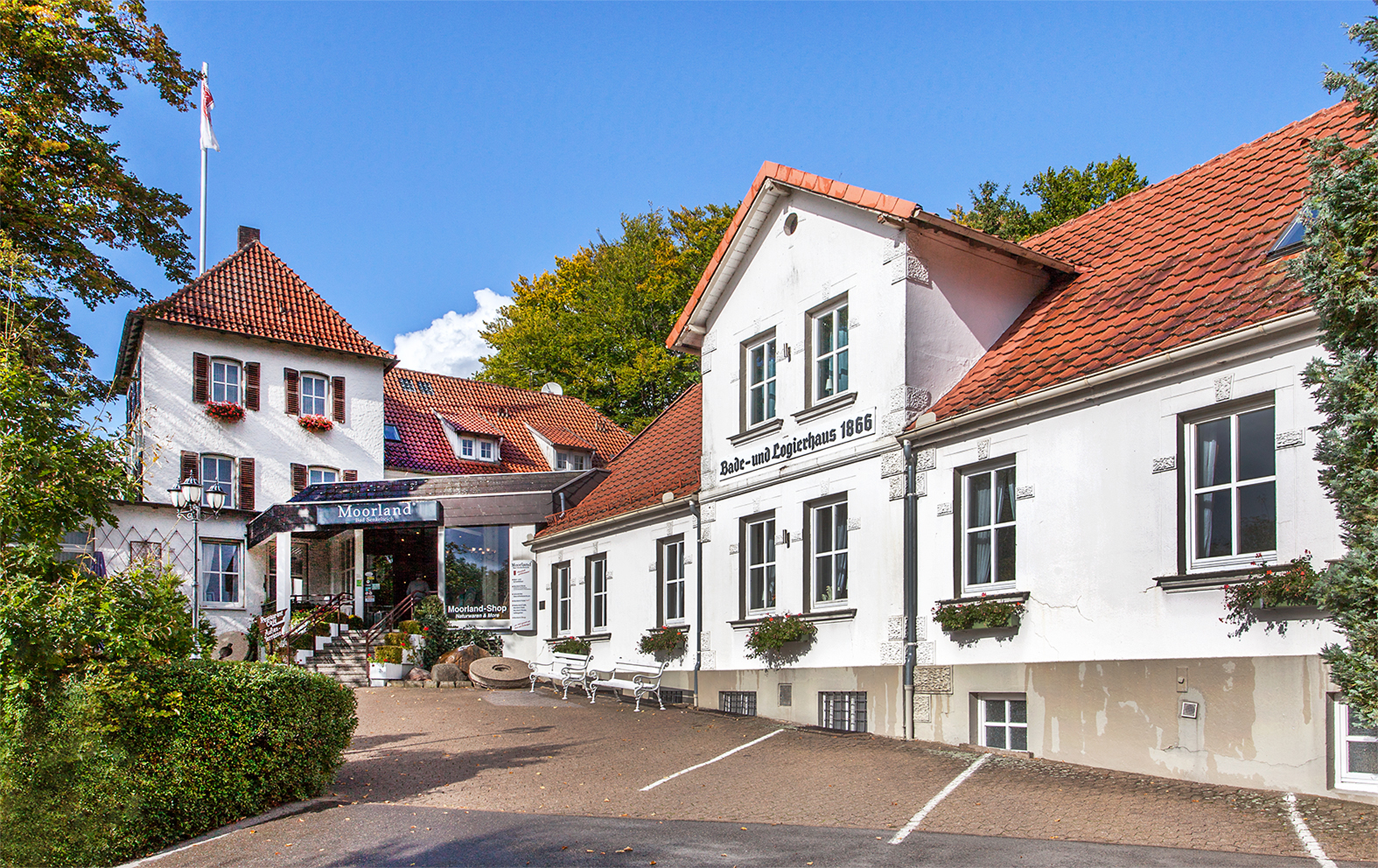
Moorland-Klinik, Bad Senkelteich